# Sistema tributario della Cina imperiale

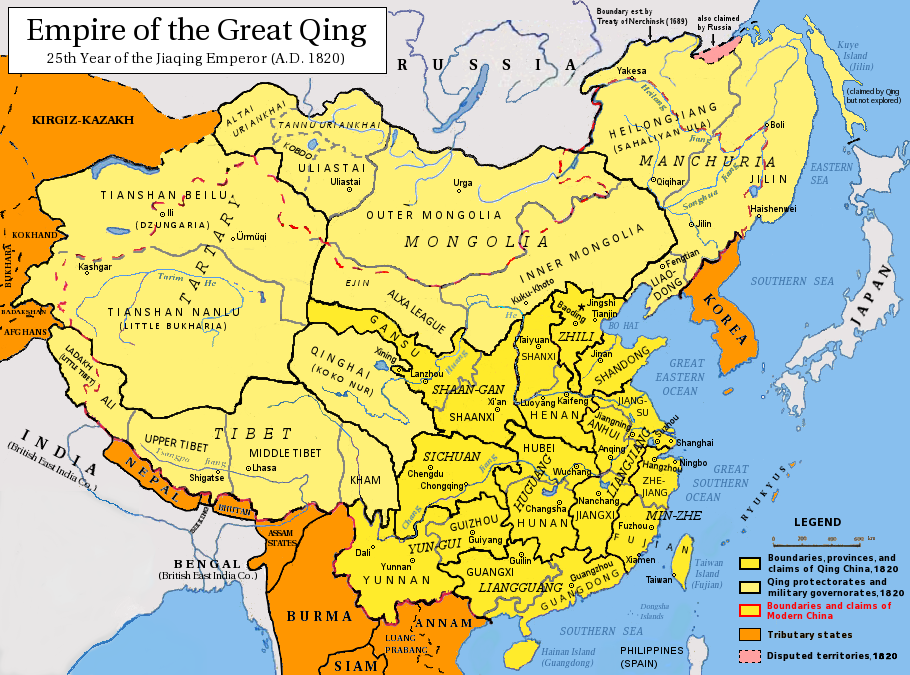
L'Impero cinese della dinastia Qing (1820).
In giallo i confini cinesi (giallo scuro per le province cinesi e giallo chiaro per i protettorati) e in arancio gli stati tributari. La linea rossa traccia i confini della Cina attuale.

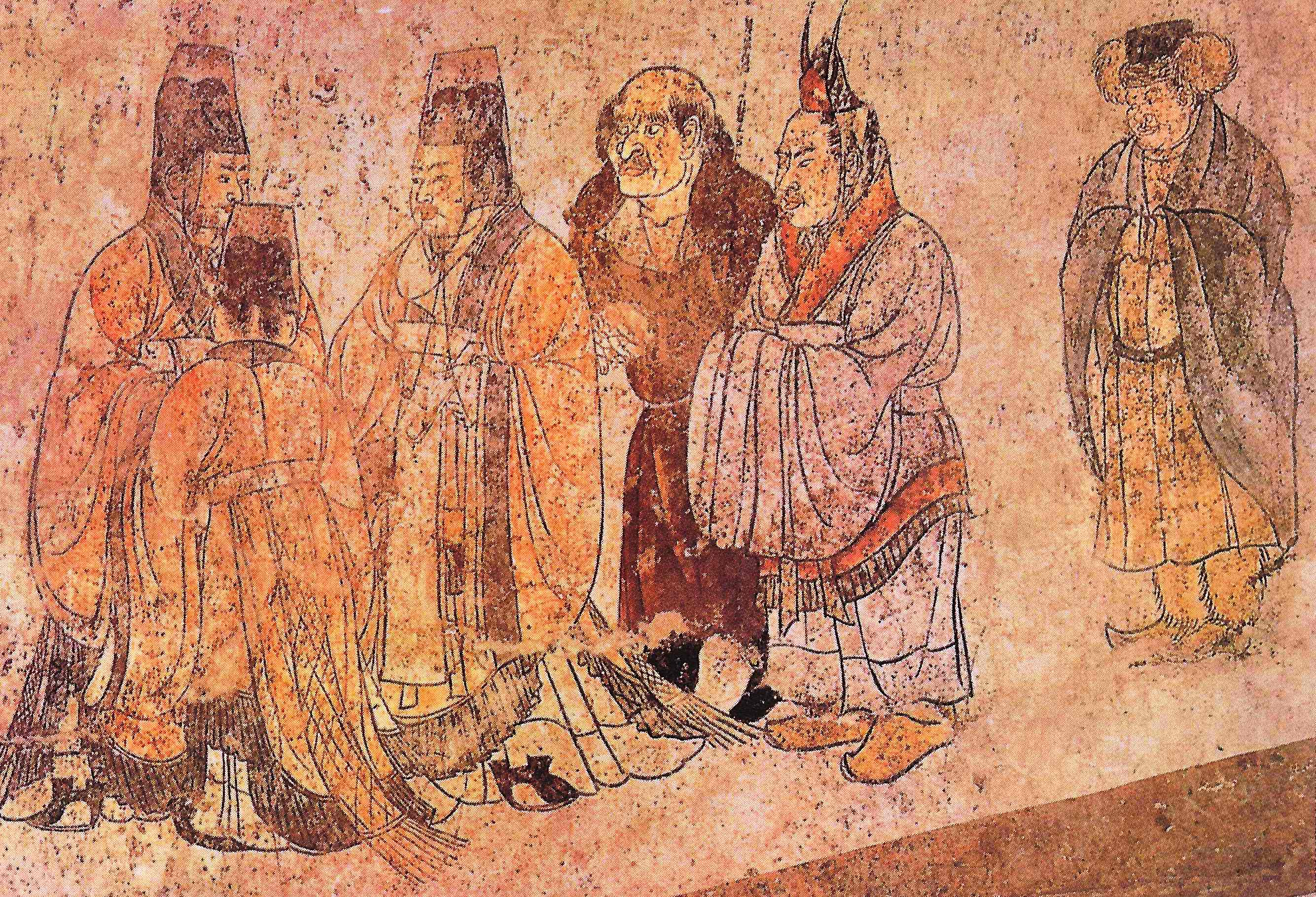
Murale del Mausoleo Qianling nello Shaanxi (706).
Si ricevono a corte gli inviati tributari. L'uomo calvo al centro viene dall'Ovest e l'uomo alla sua destra è di Silla (Corea).

Per sistema tributario della Cina imperiale (zh. 中華朝貢體系T, 中华朝贡体系S, Zhōnghuá Cháogòng TǐxìP) o sistema Cefeng (zh. 冊封體制T, 册封体制S, Cèfēng TǐzhìP) non s'intende l'insieme dei tributi cui l'Impero cinese ricorreva per garantirsi gettito fiscale (v.si Tassazione nella Cina premoderna), bensì la rete di relazioni internazionali libere incentrate sulla Cina imperiale atte a facilitare, per un paese straniero, il commercio e le relazioni diplomatico-militari con la stessa previo riconoscimento della superiorità formale del Celeste Impero in accordo al Sinocentrismo che dominava la dottrina politica estera dei cinesi.
Il Cefeng coinvolgeva molteplici rapporti di commercio, forza militare, diplomazia e rituali: gli stati interessati dovevano inviare nei tempi previsti un'ambasciata tributaria in Cina, il cui capo-ambasciatore si sarebbe dovuto prosternare (zh. Kowtow) davanti all'Imperatore come parte integrante del tributo per riconoscerne la superiorità e preminenza. Gli stranieri coinvolti (Coreani, Giapponesi, Vietnamiti, Cambogiani, Turchi, ecc.) accettarono i modi ed i tempi imposti dalla Cina per mantenere la pace con il potente vicino, egemone in quell'areale geopolitico, e poter beneficiare di aiuto diplomatico e/o militare, al contempo senza compromettere la loro autonomia politica, restando, in quasi tutti i casi, praticamente indipendenti dal Celeste Impero. Molti paesi "tributari" furono oltretutto ex-nemici, anche pluri-secolari, della Cina.
L'interpretazione del Cefeng da parte dei sinologi varia notevolmente. Molti lo descrivono come un sistema che incorporava un caleidoscopio d'istituzioni, convenzioni socio-diplomatiche ed istituzioni che caratterizzarono i contatti della Cina con il mondo esterno per due millenni. Formalizzato ed ufficializzato al tempo della dinastia Tang (618–907), il sistema collassò intorno alla fine del XIX secolo, regnate la dinastia Qing (1636–1912), quando la Cina era ormai divenuta parte d'una comunità di stati sovrani di tipo europeo e aveva stabilito relazioni diplomatiche ufficiali con gli altri paesi seguendo i parametri del diritto internazionale e non più del sinocentrismo. Altri, su tutti Odd Arne Westad, intendono il Cefeng come una varietà di relazioni che differivano nel carattere, non semplificabili nel loro complesso come un "sistema tributario" quanto piuttosto come un "sistema sinocentrico", in cui la cultura cinese era centrale per l’autoidentificazione delle élite di molti dei paesi asiatici circostanti il Celeste Impero. Alcuni studiosi hanno addirittura suggerito che il Cefeng sia un utile modello per comprendere le relazioni internazionali nell'Asia orientale odierna, mentre altri sostengono che il concetto di Cefeng sia fuorviante sia per quanto riguarda le relazioni internazionali estremo-asiatiche della prima età moderna sia contemporanea.

## Premessa terminologica
"Sistema tributario" è un termine occidentale che non trova equivalente in lingua cinese e mal si presta a descrivere il Cefeng. Anzitutto formalmente: per sistema tributario (o fiscale), la scienza delle finanze intende infatti l'insieme delle norme di uno Stato che regolano i tributi, intesi come entrate dello Stato e degli altri enti pubblici prelevate ai privati cittadini contribuenti in modo coattivo, nell'esercizio di pubblici poteri e sotto la regolamentazione del diritto tributario. In stridente contrasto, il Cefeng, come anticipato, si applicava non ai cittadini del Celeste Impero ma alle potenze straniere che con la Cina volevano commerciare e/o intraprendere relazioni diplomatiche.

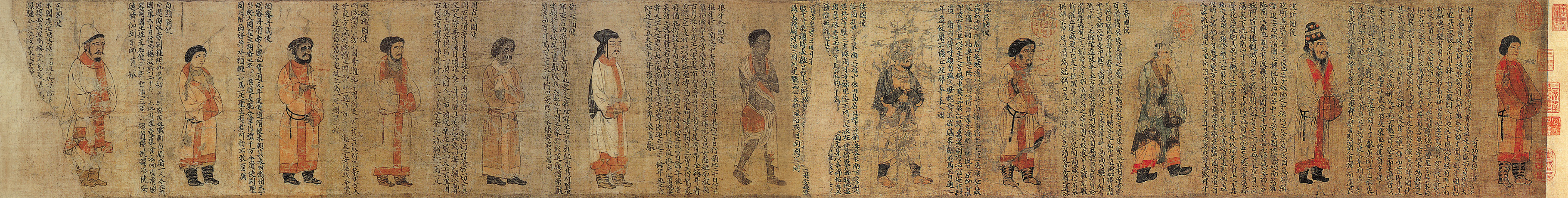
Ritratti dell'offerta periodica di Liang - dipinto del VI secolo (Museo nazionale della Cina).
Inviati tributari, da dx a sx: Uar (Eftaliti); Persia; Baekje (Corea); Qiuci; Wa (Giappone); Langkasuka (attuale Malaysia); Dengzhi (鄧至) (Qiang) Ngawa; Zhouguke (周古柯), Hebatan (呵跋檀), Humidan (胡密丹), Baiti (白題), simili agli Eftaliti, loro vicini; Mo (Qiemo).

In generale, lo Zhōnghuá Cháogòng Tǐxì non fu concepito come istituzione né come sistema propriamente detto. I sinologi John King Fairbank (1907–1991) e Teng Ssu-yu (1906–1988) postularono la teoria del "Sistema tributario cinese" in una serie di articoli all'inizio degli Anni '40 per descrivere «un insieme di idee e pratiche sviluppate e perpetuate dai governanti della Cina nel corso di molti secoli.» Il concetto fu sviluppato e divenne influente dopo il 1968, quando Fairbank curò e pubblicò un volume di conferenze, The Chinese World Order, con quattordici saggi sulle relazioni diplomatiche pre-moderne della Cina con Vietnam, Corea, Tibet, Asia centrale, Sud-est asiatico e Ryūkyū ed un'introduzione descrivente la visione cinese imperiale dell'ordine mondiale. Il modello Fairbank-Teng presenta il Cefeng come un'estensione dell'ordine sociale confuciano gerarchico e non egualitario.
La diffusione al di fuori della Cina del Confucianesimo (es. in Corea a partire dal VII secolo) favorì poi il diffondersi di un humus geopolitico favorevole al Cefeng: qualora il paese straniero coinvolto fosse uso alla pratica confuciana era probabile che partecipasse senza rimostranze ai rituali imposti dal Celeste Impero.
«Tributo», come sottolineato da Peter C. Perdue, storico delle relazioni estere della dinastia Qing (1636–1912), è però una «traduzione inadeguata di gong, termine dai molteplici significati nel cinese classico», poiché il suo «significato radicale di fare doni da inferiori a superiori applicato a tutte le relazioni personali.» Il postulato Sistema tributario di Fairbank-Teng «ha trasformato una pratica flessibile con molteplici significati in un sistema rituale eccessivamente formalizzato» in cui il gong aveva sempre gli stessi significati e il suo rituale era esclusivamente e prevalentemente un indicatore di relazioni estere, mentre i Qing gestirono «molte forme diverse di rituali tributari.»

## Contesto

La cosmografia della dinastia Zhou: la Huaxia circondata dai c.d. "Quattro barbari".

Zhou Wu, il primo monarca cinese a fregiarsi del titolo di.

L'Antica Cina originò da un gruppo di culture (il termine "stati" sarebbe eccessivo) sorte nella valle del Fiume Giallo durante il Neolitico (v.si Culture neolitiche cinesi). Secondo il sinologo Li Feng, al tempo della prima dinastia storica cinese, nell'Età del Bronzo, la dinastia Zhou occidentale (1041–771 a.C.), la contrapposizione tra gli Zhou-Cinesi e gli Xirong e Dongyi non Cinesi/Barbari era «più politica che culturale o etnica.» Un altro sinologo, Lothar von Falkenhausen, osserva che la percezione d'un contrasto tra i Cinesi propriamente detti ed i Barbari s'accentuò solo durante la dinastia Zhou orientale (770–256 a.C.), quando l'aderenza ai rituali degli Zhou prese ad essere riconosciuta come il «barometro della civilizzazione», indice di cultura sofisticata e raffinata. Fu allora che si diffuse il concetto di Sinocentrismo (zh. 中國中心主義T, 中国中心主义S, Zhōngguó zhōngxīn zhǔyìP, lett. "Dottrina della Cina [quale] centro") e si creò la c.d. "dicotomia sino-barbarica" secondo cui solo il popolo/nazione cinese, la Huaxia (zh. 華夏T, HuáxiàP), era detentore unico della civiltà in un mondo di barbari che potevano però a loro volta entrare a far parte della Huaxia se ne avessero adottato la cultura ed i costumi (c.d. "Sinizzazione").
Contestualmente alla genesi della dicotomia sino-barbarica, gli Zhou posarono un'altra pietra miliare del Sinocentrismo creando il c.d. "Mandato del cielo" (zh. 天命T, TiānmìngP, T'ien1-ming4W) quale legittimazione della loro sovranità. Gli Zhou se ne servirono per giustificare la loro usurpazione del potere della precedente, semi-mitica dinastia Shang (1675–1046 a.C.) i cui re-sciamani legittimavano la propria autorità vantando una parentela col potere divino tramite ascendenti sovrannaturali. Gli Zhou, rifacendosi all'allora già strutturantesi storia tradizionale cinese, sostennero la legittimità della loro usurpazione ai danni degli ormai indegni Shang rifacendosi all'usurpazione da questi ultimi connessa ai danni della precedente, mitica dinastia Xia (2195–1675 a.C.) dimostratasi indegna del potere divino di cui era stata investita. Il supremo monarca cinese guadagnò allora l'appellativo di Figlio del Cielo (zh. 天子T, TiānzǐP), garante terreno del Mandato celeste.
L'Epoca Zhou orientale, consumatasi durante l'Età del Ferro cinese, fu interessata da uno status costante di guerre e catastrofi durante le quali, seppur spesso ridotto ad un re fantoccio, il monarca Zhou mai perse il suo prestigio di Figlio del Cielo. Quest'epoca travagliata, ricordata come Periodo delle primavere e degli autunni (770–476 a.C.) e Periodo degli Stati Combattenti (453–221 a.C.) si concluse quando la dinastia Qin (221–206 a.C.), militarmente dominante sugli altri stati del disgregato impero Shang-Zhou ma comunque rapida a dichiararsi erede del Mandato del cielo degli Zhou scomparsi nel 256 a.C., stabilì il primo stato unificato pienamente cinese, pacificando, unificando e standardizzando una Huaxia allargata tramite un'ambiziosissima politica architettonico-infrastrutturale ed una riforma del sistema di scrittura che acuirono la sopracitata dicotomia sino-barbarica. La successiva e più longeva dinastia Han (206 a.C.–220 d.C.) affondò il colpo con la costituzioni d'una persistente identità etno-culturale Han, l'adozione del Confucianesimo come filosofia/morale di stato e la sistematica legittimazione del proprio potere tramite il riferimento al Mandato del cielo. La Huaxia era ormai diventata il Celeste Impero.
L'impero cinese, inteso come impero dell'etnia e, soprattutto, della cultura Han diventò ben presto un polo di attrazione geopolitica che influenzò pesantemente lo sviluppo socio-politico dei popoli confinanti. La corte del Figlio del Cielo dovette pertanto definire le modalità tramite le quali gestire i rapporti con i potentati vicini, amici o nemici che fossero, per meglio gestire la propria politica esterna. I positivi risultati di quest'organizzazione permisero al già vasto impero Han di costruirsi una sfera di influenza di respiro quasi continentale, estesa dall'Asia orientale all'Asia centrale.

## Storia
Le relazioni diplomatico-commerciali tra il mondo cinese e le etnie/culture circostanti datano ad un periodo certamente antecedente allo sviluppo stesso del concetto di Huaxia sopra esposto ma sono materia di difficile approfondimento. Gli Stati Combattenti sviluppatisi dai regni che componevano il dominio Zhou dovevano certamente avere relazioni diplomatiche stabili con i loro vicini non-Han: es. i popoli Yue del Guangdong e del Guangxi, a sud dei Monti Nanling, accampanti comunque una "parentela" con gli Han per tramite degli Xia, allora scorporati dalla Huaxia e che il primo imperatore Qin Shi Huang (r. 221–210 a.C.) assoggettò nel 214 a.C.; l'impero nomade degli Xiongnu dell'Altopiano della Mongolia, parimenti oggetto d'importanti sforzi militari di Qin Shi Huang; ecc. Solo con la creazione dell'Impero cinese propriamente detto queste relazioni furono formalizzate tramite lo Zhōnghuá Cháogòng Tǐxì e poterono ammassare il sostrato documentale che permette oggi ai sinologi di studiarle.

### Dinastia Han (206 a.C.–220 d.C.)
Già al tempo della dinastia Han (206 a.C.–220 d.C.), i rapporti con i potentati esteri che non si potevano/volevano conquistare furono gestiti dalla Cina in accordo a due distinte modalità:
- l'alleanza matrimoniale Heqin (zh. 和親T, 和亲S, HéqīnP, Ho-ch'inW, lett. "Pace matrimoniale"), cui ricorrere con i vicini/nemici troppo potenti per essere risolutivamente sconfitti: es. gli Xiongnu;[24] e
- il vassallaggio tributario cui costringere gli stranieri non in grado di costituire una minaccia per il Figlio del Cielo ma i cui territori non volevansi includere nell'impero: es. i greco-battriani Dayuan, sconfitti nella Guerra dei cavalli celesti del 104–101 a.C.

Pur impegnata nella guerra Han-Xiongnu (133 a.C.–89 d.C.), la Cina già nel 108–101 a.C. costrinse al vassallaggio i vari principotti del Bacino del Tarim (nell'attuale Xinjiang cinese): Loulan, Gushi, Luntai, ecc. Una volta sconfitti gli Xiongnu, gli Han istituirono il Protettorato delle Regioni occidentali (zh. 西域都護府T, 西域都护府S, Xīyù Dūhù FǔP, Hsi1-yü4 Tu1-hu4 Fu3W) per garantirsi il controllo sulla Via della seta estendendo ulteriormente la loro sfera d'ingerenza politica/tributaria. Molto diversa fu invece la gestione dei rapporti con le popolazioni meridionali (v.si Espansione meridionale degli Han), sistematicamente invase, occupate e mescolate con coloni Han con l'evidente volontà d'estendere a sud la Huaxia: il regno di Nanyue, esteso dal Guangdong al Vietnam; il regno di Minyue nel Fujian; il regno di Dian nello Yunnan; ecc. Giunti così a ridosso del Mar Cinese Meridionale, gli Han estesero la loro sfera d'influenza tecnologica e culturale nel Sud-est asiatico allacciando questa volta sì delle relazioni commerciali/tributarie con i lontani potentati dell'Indocina e dell'Insulindia, come il non ben identificato "regno di Huangzhi" che donò al Figio del Cielo un rinoceronte nel 2 d.C. Non mancarono anche contatti con il Giappone, a quel tempo ancora nella sua fase protostorica: Wang Chong, nel suo 論衡T, 论衡S, LunhengP, lett. "Discorsi equilibrati", registra che all'imperatore Han Chengdi (r. 33–7 a.C.) venivano presentati tributi di erbe giapponesi oltreché fagiani vietnamiti, mentre la cronaca dinastica ufficiale, il Libro degli Han, indica i giapponesi (zh. 倭T, Wa/WōP, lett. "Nani/Pigmei") come tributari.

### Dinastia Tang (618–907)
Quattro secoli di guerre, cataclismi ed effimere dinastie dopo la caduta della dinastia Han, fu la dinastia Tang (618–907), sempre di etnia Han, a riaffermare il primato geopolitico del Celeste Impero, un'età dell'oro che ne fece una realtà multietnica e multinazionale di respiro ancor più ampio del vecchio Impero Han. All'apice del loro potere, i Tang controllavano un territorio che si estendeva dal Vietnam del Nord (S) alla Corea del Nord (N) ed al Kashmir (O). La sfera d'influenza Tang era mantenuta tramite una serie di campagna militari ed accordi commerciali all'intero dei quali le relazioni tributarie divennero tanto comuni da spingere i governanti Tang a leggere l'omaggio degli inviati stranieri al Figlio del Cielo come un «segno di conformità all'ordine mondiale cinese.»
Nel nord, la Guerra Goguryeo-Tang (645–668) portò alla fine dei Tre Regni di Corea e pose la Penisola in una posizione di dipendenza/sudditanza socio-culturale dalla Cina che si sarebbe protratta per secoli. L'impegno bellico in Corea intensificò i contatti tra i Tang ed il Giappone degli Yamato, pur alleato del Goguryeo, che prese ad inviare missioni diplomatiche costanti in Cina dai Tang gestite in accordo all'ormai consueto sistema tributario. L'imperatore Tenmu (r. 672–686) arrivò addirittura a servirsi del modello Tang per riformare l'esercito, i rituali e l'architettura della sua corte. Nell'ovest, i Tang riportarono sotto il controllo cinese i principotti del Bacino del Tarim e, una volta sconfitti i Göktürk, rifondarono il locale protettorato questa volta noto come Protettorato Generale per la pacificazione dell'Ovest (zh. 安西大都護府T, 安西大都护府S), salvo poi perdere definitivamente la loro sfera d'influenza occidentale in favore dell'Impero tibetano. Nel Vietnam del Nord, rimesso sotto il controllo cinese della precedente dinastia Sui (v.si Terza dominazione cinese del Vietnam) e formalmente occupato dai Tang nel 622, il Protettorato Generale per la pacificazione del Sud (zh. 安南都護府T, Ānnán DūhùfǔP) resse le fila della politica Tang in tutto il Sud-est asiatico dal 679 al 880, quando i cinesi furono respinti a nord da capi-guerra Viet sempre più organizzati, senza però che questo interrompesse in maniera risolutiva la relazione tributaria esistente.

### Dinastia Song (960–1279)
Al collasso della dinastia Tang (907) s'avviò per la Cina l'ennesima fase d'instabilità politica che vide, in un breve periodo, avvicendarsi cinque dinastie nella Cina della Nord (dinastia Liang posteriore, dinastia Tang posteriore, dinastia Jìn posteriore, dinastia Han posteriore e dinastia Zhou posteriore) e ben dieci regni indipendenti nella Cina del Sud! Questo periodo delle Cinque dinastie e dieci regni (907–960) si chiuse con l'instaurazione della
dinastia Song.
La mancanza d'un solido e perdurante controllo Song sulla tratta terrestre della via della seta costrinse la dinastia a promuovere il commercio marittimo, ottenendone grandi benefici economici! Parallelamente, la decadenza dell'impero Chola dell'India medievale, un tempo superpotenza marittima, permise ai marinai cinesi di aumentare la loro attività nei porti del Sud-est asiatico (dell'Oceano Indiano in generale), irrobustendo la presenza di quelle esotiche popolazioni entro il novero degli stati tributari: già nel 1008 al-Hakim dell'Egitto fatimide inviò tributi a Song Zhenzong (r. 997–1022) per riaprire gli scambi commerciali tra l'Egitto e la Cina collassati insieme ai Tang; nel 1028, la talassocrazia indocinese di Srivijaya, già tributaria dei Chola, inviava tributi a Song Renzong (r. 1022–1063); e nel 1077 furono i Chola stessi ad inviare tributi a Song Shenzong (r. 1067–1085) per accedere al lucroso mercato del Celeste Impero. La vivace città portuale di Quanzhou, riannessa all'Impero nel 978, divenne allora lo scalo obbligato d'una pletora di stranieri (arabi musulmani, persiani, egiziani, indiani indù, ebrei mediorientali, cristiani nestoriani del Vicino Oriente, ecc.) spesso in posizioni preminenti nell'industria dell'importazione e dell'esportazione tanto da spingere i Song (1087) ad istituirvi lo 市舶司T, ShibosiP, lett. "Ufficio [del] Sovrintendente Commerciale" deputato alla gestione degli affari marittimi e delle transazioni commerciali.

### Dinastia Yuan (1279–1368)
La dinastia Yuan (1279–1368) fondata da Kublai Khan, nipote del condottiero mongolo Gengis Khan, V Khagan (lett. "imperatore") dell'Impero mongolo (r. 1260–1294) ed imperatore Yuan Shizu in Cina (r. 1279–1294), fu la prima dinastia non-Han a controllare la totalità dell'antico impero Han-Tang, oltreché la prima dinastia cinese ad annoverare tra i suoi diretti possedimenti il Tibet e la Manciuria. Caratterizzata da una missione conquistatrice universale, la dinastia gengiscanide, una volta al potere in Cina, tese sistematicamente ad ampliare i confini dell'Impero Celeste muovendo guerra a numerosi tributari delle precedenti dinastie. Gli esiti di tali operazioni furono alterni. Se infatti furono di grande successo le Invasioni mongole del Tibet (1240–1354) e le Invasioni mongole della Corea (1231–1257) che fecero del Tibet una provincia semi-autonoma dell'Impero mongolo (v.si Tibet durante la dinastia Yuan) e della Corea-Goryeo un tributario pesantemente vessato, tutto questo prima che i mongoli di Kublai Khan completasse la conquista mongola della Cina, fallimentari ed enormemente costose, in termini di mezzi e uomini, furono invece le Invasioni mongole del Giappone (1274–1281) e le Invasioni mongole del Sud-est asiatico (1258–1303), promosse da Kublai quand'era ormai padrone del Celeste Impero, con la sola eccezione della conquista mongola del regno di Dali (1253–1257) che fece dello Yunnan, prima indipendente, una provincia cinese in pianta stabile.
I mongoli-Yuan, primo tra tutti Kublai, mantennero comunque sempre aperte le remunerative rotte commerciali e, per riflesso obbligato, tributarie, sia con i potentati con cui non erano in conflitto aperto sia con quei potentati con i quali il conflitto vedeva l'alternarsi di periodi di scontro a periodi di pace.

### Dinastia Ming (1368–1644)

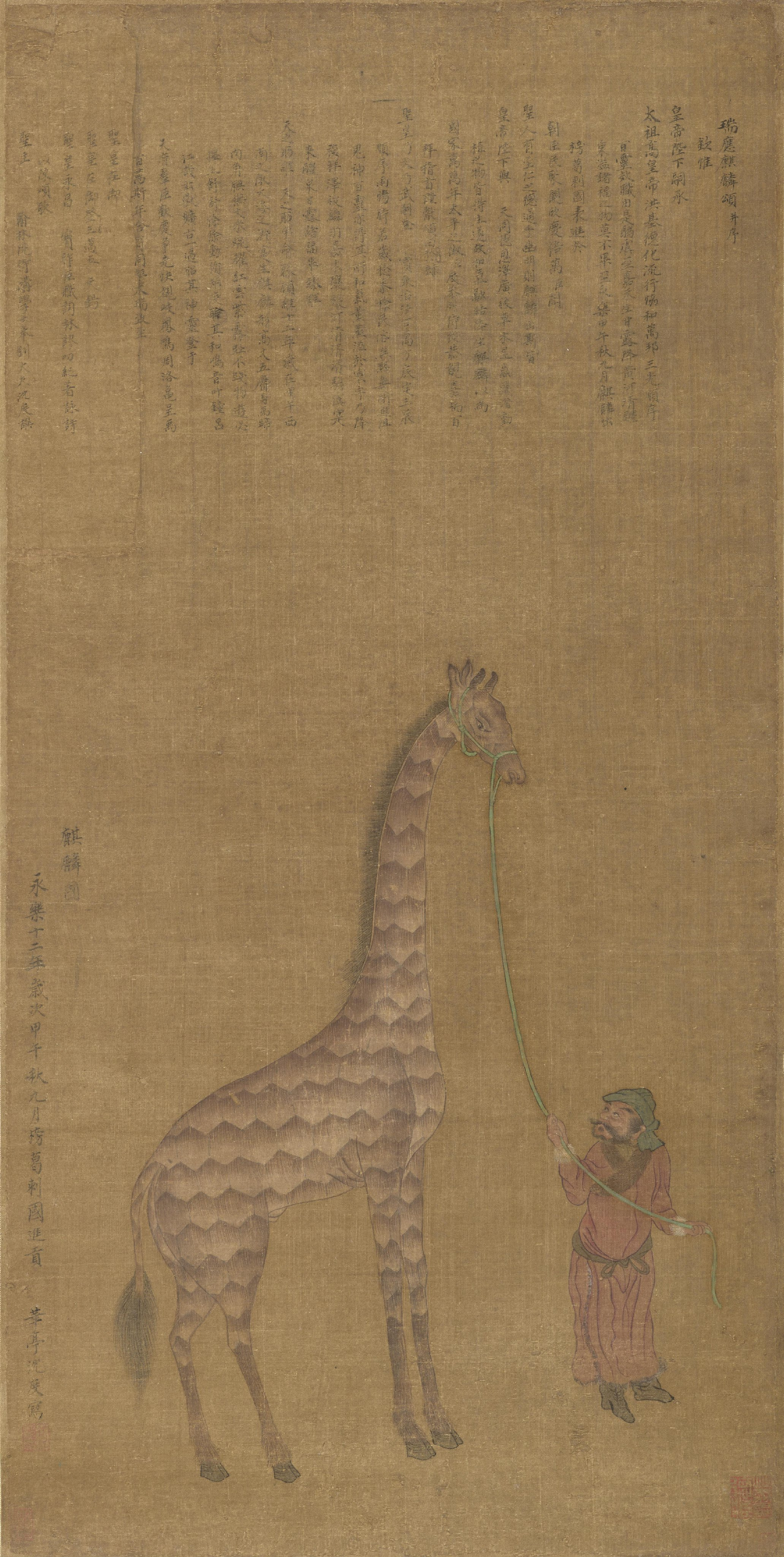
Dipinto Ming d'una giraffa, dai funzionari di corte ritenuta il mitico Qilin, inviata come tributo in Cina da un potentato del Bengala ai tempi dell'Armata del tesoro.

Il Cefeng venne formalizzato solo durante i primi anni della dinastia Ming (1368–1644), fautrice della restaurazione Han ai danni della precedente dinastia Yuan di etnia mongola. Si trattò di un processo lungo, complicato dalla necessità delle neonata dinastia di garantirsi una salda presa sul trono: se infatti importante fu l'operato dell'imperatore-fondatore Ming Hongwu (r. 1368–1398) che (1372) limitò le missioni tributarie da Joseon e da altri sei paesi a una sola ogni tre anni ed introdusse la pratica dei bastoni da conteggio, il 海禁T, HaijinP, lett. "Bando [del] mare", da lui emesso per minimizzare possibili tentativo di colpo di stato/attacco portato via mare, privò la dinastia degli importanti introiti legati al commercio marittimo di cui avevano invece beneficiato i Song e gli Yuan.
Fu il figlio di Hongwu, Ming Yongle (r. 1402–1424) che invece risolse di servirsi dell'ormai secolare marineria commerciale cinese come strumento di politica espansionista patrocinando le missioni diplomatico-commerciali-militari della celebre "Armata del tesoro" (zh. 下番官軍T, Xiafan GuanjunP, lett. "Armata di spedizione straniera") che dilatarono fino al subcontinente indiano la sfera d'influenza politico-tributaria della Cina. Fu allora che il Regno delle Ryūkyū entrò nell'orbita tributaria cinese: il primo re di Okinawa, Shō Hashi, dovette il formale riconoscimento del suo trono proprio alla sua sottomissione tributaria a Ming Yongle.
Stante l'aggressivo espansionismo militare di Yongle, che tra le altre cose riuscì nella conquista del Đại Việt fallita da Kublai avviando la Quarta dominazione cinese del Vietnam (1407–1427), i Ming, dopo di lui, perseguirono una politica estera sostanzialmente difensiva nella quale il Cefeng sortì un ruolo fondamentale quale canale di gestione dei rapporti con gli stranieri e di mantenimento del sinocentrismo.
Un drastico cambio di rotta, in questo senso, si verificò al tempo dell'imperatore Ming Wanli (r. 1572–1620), che si trovò a dover gestire le invasioni giapponesi della Corea (1592–1598), rapidamente interpretate dalla Corte come un'aperta sfida al Sinocentrismo prima ancora che al Cefeng. L'attacco dei giapponesi di Hideyoshi aveva sbaragliato le forze di Joseon con una facilità sorprendente anzitutto per i Ming stessi che risolsero d'inviare nella Penisola un loro contingente per fermarvi l'invasione nipponica e preservare un attacco alle terre dell'Impero. Con le forze navali giapponesi sconfitte nella battaglia di Dangpo dai coreani e l'assedio di Pyongyang (1593) vinto dalla coalizione Ming-Joseon, Wanli passò alla controffensiva, subendo però pesanti perdite nella battaglia di Byeokjegwan. I Ming aprirono allora i negoziati di pace e la guerra entrò in una fase di stallo durante la quale intrighi e trattative non riuscirono a produrre una soluzione. In qualità di sovrana della Corea Joseon, la Cina Ming esercitò uno stretto controllo sui Coreani durante la guerra ma, parimenti, negoziò bilateralmente con il Giappone spesso ignorando i desideri del governo coreano.

### Dinastia Qing (1636–1912)
Subentrata ai Ming con un lungo conflitto, ristagnato soprattutto nella Cina del Sud (v.si Transizione tra Ming e Qing, 1618–1683), ed in un momento di profonda crisi politica provocata da cataclismi, carestie e rivolte, la dinastia Qing (1636–1912) di etnia Manciù, autoproclamatasi erede della dinastia Jīn, rilevò l'impianto burocratico Ming apportandovi poche modifiche e, come già la precedente dinastia Yuan, con i cui superstiti i mancesi curarono di mantenere buoni rapporti, affiancò alla routinaria gestione del sistema tributario un'aggressiva politica espansionistica, soprattutto sulla direttrice centro-asiatica. Proprio questa spinta espansionistica, unitamente alla sempre più frequente ed invadente presenza "occidentale" sulle coste e sui confini imperiali, innescò l'evoluzione della tradizionale gestione sinocentrica dei rapporti di potere diplomatici.

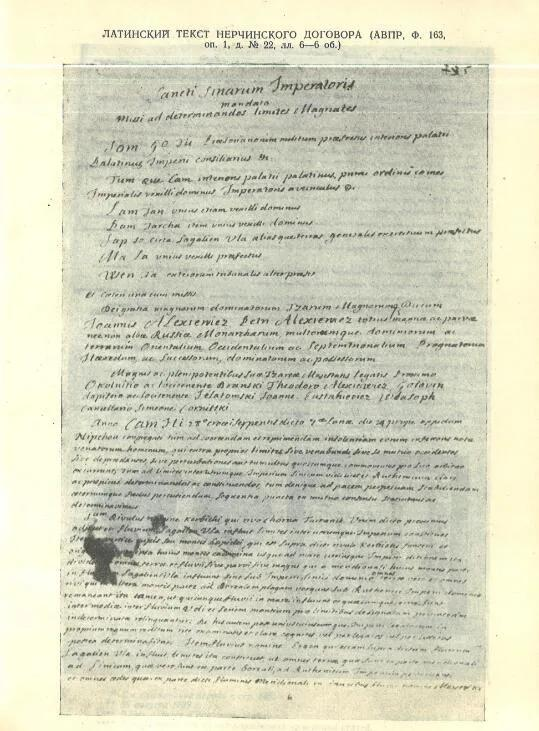
Copia del Trattato di Nerčinsk (1689).

La prima significativa avvisaglia di cambiamento fu il Trattato di Nerčinsk del 1689 con il quale Qing Kangxi (r. 1661–1722) definì i confini tra il Celeste Impero e lo Zarato russo di un giovanissimo Pietro il Grande (r. 1682–1725): l'accordo sino-russo, scritto in latino, trattò alla pari le due parti (tanto che Kangxi istruì i suoi emissari d'omaggiare lo Zar con il kowtow), pacificò l'areale conteso dell'Amur ed avviò "moderni" scambi commerciali tra Pechino e Mosca. Si trattò, per i Qing (comunque la parte forte nell'accordo, avendo ottenuto il totale controllo sull'Amur oltre che sulla penisola di Sakhalin, i.e. il moderno sbocco marittimo orientale della Russia), di una «utile introduzione alla pratica della diplomazia [moderna] europea.»
Sotto l'imperatore Qing Qianlong (r. 1735–1796), la Cina raggiunse l'apice del suo potere in un'Asia ormai sinocentrica con Pechino quale capitale ideale e l'Antico Palazzo d'Estate (zh. 圓明園T, 圆明园S, Yuán Míng YuánP, lett. "Giardini della perfetta luminosità") quale monumento simbolo. Ormai sottomessi i Mongoli-Zungari e le loro terre annesse all'Impero (1759) ed al netto di due fallimentari, per non dire disastrose campagne in Birmania negli Anni 1760 ed in Vietnam negli Anni 1780, i Qing presentarono sé stessi come mediatori dell'unificazione entro il loro dominio dei popoli Han e di quelli non-Han (Tungusi, Turchi e Mongoli), sia quali sudditi diretti sia quali tributari/clienti. Sfortunatamente, il lunghissimo regno di Qianlong, rimasto il motore pulsante del governo sino alla sua morte nel 1799, al netto di una mera abdicazione formale nel 1796, si chiuse con un impero al collasso per le enormi spese militari, la dilagante corruzione ed una popolazione stanca delle vessazioni d'un regime totalitario.

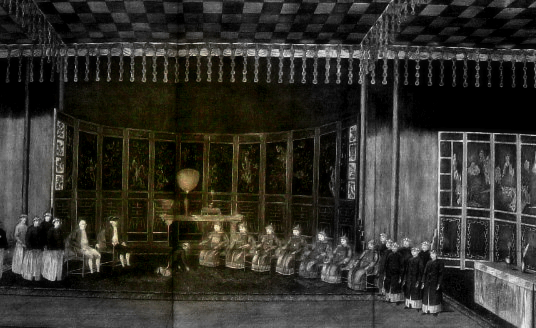
L'ambasciata Titsingh alla corte di Qing Qianlong nel 1794–1795 - ill. in Braam 1798.

Durante il XVIII secolo, gli Europei si espansero gradualmente in tutto il mondo, svilupparono economie basate sul commercio marittimo, sul colonialismo e sui progressi tecnologici. I Qing dovettero allora confrontarsi con gli innovativi concetti europei del diritto internazionale e delle relazioni diplomatiche ufficiali tra stati sovrani basati sulla sovranità territoriale. La presenza europea in India e Indonesia, cominciata con delle semplici fattorie, assunse la forma d'una occupazione territoriale stabile, costringendo i Cinesi a confrontarsi con nuovi vicini. La risposta di Qianlong, vincente per un certo periodo, fu l'istituzione del c.d. "Sistema di Canton" (1756) che limitò il commercio marittimo a quella metropoli portuale (l'attuale Guangzhou) e concesse diritti commerciali monopolistici ai commercianti cinesi privati che intrattenevano relazioni con gli emissari delle Compagnie commerciali privilegiate europee quali ad es. la Compagnia britannica delle Indie orientali (c.d. "EIC") o la Compagnia olandese delle Indie orientali (c.d. "VOC") che a loro volta operavano con diritti di monopolio similari loro concessi dai rispettivi governi. La gestione dei rapporti prettamente commerciali e non tributari con gli occidentali fu affidata all'Amministratore delle dogane (zh. 粵海關部T, 粤海关部S, Yuèhǎi GuānbùP) che a sua volta s'affidava ad una corporazione d'intermediari cinesi, il Cohong (zh. 公行T, 公行S, Gōng Háng/Ke HángP, lett. "Commercio pubblico"). Qualora uno qualsiasi degli interlocutori "barbari" avesse invece voluto interfacciarsi con la Corte, sarebbe stato gestito con il normale protocollo Cefeng, come per es. accadde ad Isaac Titsingh, rappresentante plenipotenziario della VOC, che chiese udienza all'imperatore Qianlong nel 1794–1795.
Il Sistema di Canton restò in uso sino alla Prima guerra dell'oppio (1839–1842) chiusa dal Trattato di Nanchino (1842), il primo dei c.d. "Trattati ineguali" che avrebbero afflitto la Cina a vantaggio delle potenze straniere sino alla prima metà del XX secolo. L'accordo di Nanchino tra i Qing e l'Impero britannico, poi ripreso ed ampliato dai Trattati di Tientsin (1858) e dalla Convenzione di Pechino (1860), coinvolgente anche l'Impero russo, gli Stati Uniti d'America, il Secondo impero francese, che chiuse la Seconda guerra dell'oppio (1856–1860), disegnò un nuovo quadro per le relazioni estere ed il commercio estero della Cina, protrattosi per quasi un secolo, e segnò l’inizio di quello che successivamente i nazionalisti cinesi chiamarono il "Secolo dell'umiliazione" (1839–1949). Contestualmente, una serie apparentemente ininterrotta di rivolte della portata di vere e proprie guerre civili, su tutte la sanguinosa Rivolta dei Taiping (1850–1864), debilitarono internazionalmente l'immagine della Cina come superpotenza con la conseguente perdita di vassalli/tributari prontamente fagocitati dagli invadenti imperi coloniali: es. nel 1853 cessò ufficialmente il vassallaggio dei tailandesi, ormai riuniti sotto il Regno di Rattanakosin (meglio noto come "Regno del Siam").
In questo nuovo, impegnativo contesto, il Cefeng seguitò a perdurare. Per la gestione dei rapporti commerciali, ora spesso svantaggiosi, con i "barbari" occidentali la dinastia Qing ricorse infatti nuovamente alla creazione di un ufficio preposto che s'interpose tra la Corte e gli interlocutori stranieri, lo Zongli Yamen (zh. 總理衙門T, 总理衙门S, Zǒnglǐ YáménP, Tsung3-li3 Ya2-men2W) che divenne, de facto, un moderno Ministero degli Esteri. La creazione dello Zongli Yamen fu una delle tante riforme politico-amministrativo-industriali che l'ala riformatrice della Corte Qing, supportata da parte del establishment politico-militare, varò nel corso del c.d. "Movimento di auto-rafforzamento" (zh. 自強運動T, 自强运动S, zìqiáng yùndòngP, c. 1861–1895) nel tentativo di arginare il collasso dell'Impero celeste come superpotenza. L'ala conservatrice della Corte e gli imperatori stessi, ancorati al sinocentrismo confuciano, non vollero però rinunciare al Cefeng ed a ciò che esso rappresentava. Non mancarono quindi gli incidenti diplomatici: già al tempo dell'imperatore Qing Jiaqing (r. 1796–1820), prima delle Guerre dell'oppio, un'ambasciata britannica fu malamente licenziata dal Figlio del Cielo perché aveva rifiutato di prosternarglisi, mentre l'imperatore Qing Tongzhi (r. 1861–1875) procurò non pochi problemi allo Zongli Yamen quando comandò d'approntare le udienze con gli ambasciatori stranieri nella Sala della luce purpurea ove, come gli occidentali ben sapevano, i Qing erano soliti ricevere i tributi dei barbari.
La Guerra franco-cinese del 1874–1875 e, soprattutto, la Prima guerra sino-giapponese del 1894–1895, di esito disastroso per i Qing, precipitarono il Celeste impero in una spirale di vorticoso declino socio-politico, accelerando la naturale scomparsa del Cefeng. Dopo il 1875 le ambasciate tributarie si fecero infrequenti ed irregolari: dodici in tutto dalla Corea, interrotte nel 1894 con l'occupazione nipponica del paese; una sola (1877), abortita, da Okinawa, ormai sotto stretto controllo giapponese dal '74; tre dal Vietnam; e quattro dal Nepal, l'ultima delle quali nel 1908. In almeno un caso, la vecchia relazione tributaria fu sostituita da un più moderno accomodamento: nel 1886, l'Impero britannico, ormai padrone di Burma (v.si Birmania britannica), negoziò con la Cina la fine del normale rapporto tributario in favore dell'invio a Pechino, ogni dieci anni, di un indennizzo pecuniario.

## Descrizione

### Il cerimoniale del tributo

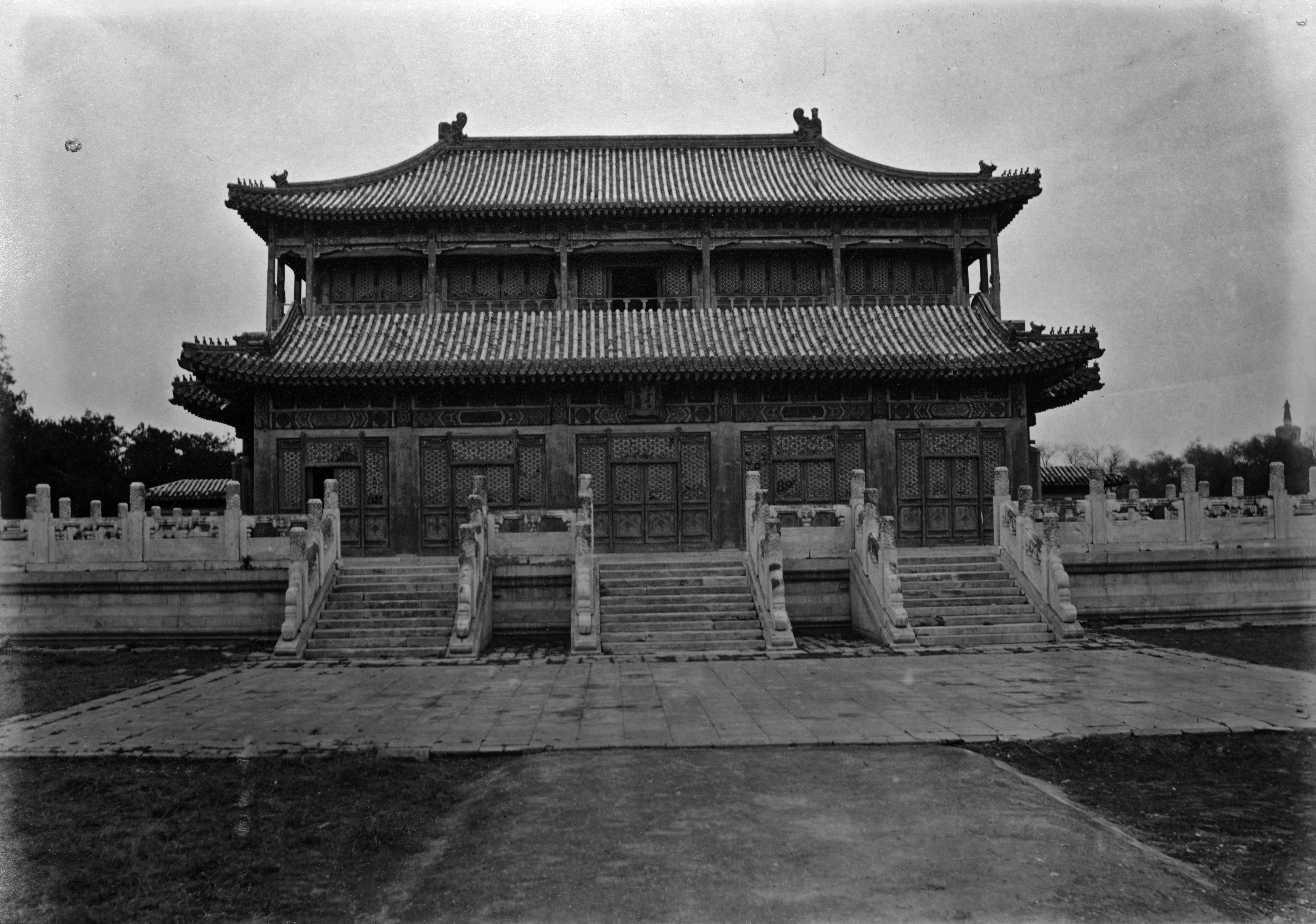
La Sala della luce purpurea, presso lo Zhongnanhai, ove il Cefeng aveva luogo al tempo della dinastia Qing - fotografia (circa 1879).

Il Cefeng pretendeva dagli ambasciatori degli stati tributari interessati ad allacciare relazioni diplomatiche e/o commerciali con la Cina un protocollo rituale ben preciso. Nello specifico:
- l'invio alla Corte Imperiale di un missione diplomatica, in taluni casi guidata da un personaggio politico preminente: es. durante la guerra con il Đại Việt, Kublai Khan pretese spesso la presenza fisica dell'imperatore viet a Khanbaliq;
- la prosternazione o "Kowtow" (zh. 叩頭T, 叩头S, kòutóuP, lett. "Picchiare [la] testa" o 磕頭T, 磕头S, kētóuP, lett. "Toccare [con la] testa") degli inviati tributari davanti al Figlio del Cielo come «riconoscimento simbolico della loro inferiorità» e «riconoscimento del loro status di stato vassallo»: es. come dovette fare, ancora alle soglie del XIX secolo, il predetto Isaac Titsingh;[65]
- la presentazione al Trono del Dragone del tributo e la ricezione dei doni per i vassalli predisposti dalla Corte cinese;
- l'investitura del sovrano dello stato tributario come legittimo re della sua terra.

Assolti tali obblighi rituali, gli stati tributari erano liberi di dedicarsi alle attività desiderate: diplomazia, commercio, ecc.
In epoca Qing, il rituale del Cefeng aveva luogo presso la Sala della luce purpurea (zh. 紫光阁T, 紫光閣S,  Ziguangge P), nota appunto anche come "Sala del tributo dei barbari", uno dei padiglioni dello Zhongnanhai, il parco residenziale limitrofo alla Città Proibita presso il quale la maggior parte dei sovrani mancesi preferiva risiedere.
Nel cerimoniale sopra esposto, la parte del leone era giocata dalla prosternazione, concreta manifestazione «di conformità all'ordine mondiale cinese» sin dal tempo della dinastia Tang. Sempre al tempo di Qianlong, nel 1763, l'emissario di padiscià Ahmad Shah Durrani (r. 1747–1772), pur latore di quattro splendidi cavalli per il Figlio del Cielo, rifiutò il kowtow, originando un incidente diplomatico che portò all'interdetto per i Durrani d'inviare altri ambasciatori a Pechino. Non a caso, come sopraesposto, la scelta di Kangxi di far omaggiare dai suoi ambasciatori lo Zar di Russia con il kowtow segnò un punto di svolta nella gestione cinese delle relazioni diplomatiche. I sopracitati incidenti diplomatici che avevano coinvolto gli imperatori Jiaqing (che aveva comunque saputo riparare al danno inviando una lettera di scuse con doni ai britannici) e Tongzhi confermano che quasi due secoli dopo il trattato di Nerčinsk il kowtow persisteva ad essere oggetto del contendere tutt'altro che secondario nelle relazioni estere dell'ormai decadente impero Qing.

### Il tributo

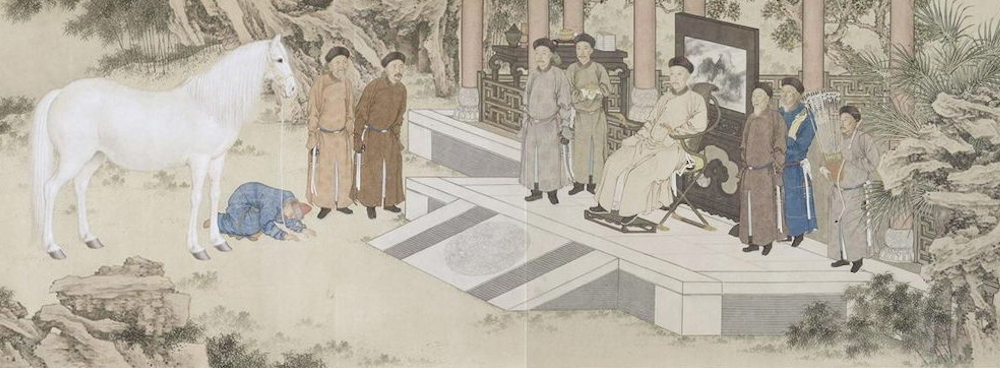
Il Kirghizistan consegna un cavallo bianco in omaggio all'imperatore Qing Qianlong subito dopo la sua conquista dello Xinjiang (1757), inaugurando così un intenso commercio a Kulja e Chuguchak di cavalli, pecore e capre kirghisi scambiati con sete e cotoni cinesi.

Il tributo richiesto agli ambasciatori doveva consistere in doni esotici (prodotti e/o manufatti, animali, ecc.) per il Figlio del Cielo che, come detto, elargiva in cambio agli ambasciatori dei doni oltre a garantire loro la libertà di commerciare in Cina e/o di avviare relazioni diplomatiche. Presentare un tributo implicava il riconoscimento, nell'ottica confuciana, d'una subordinazione formale dello stato straniero al Trono del Drago ma ciò, di solito, non si traduceva in una subordinazione politica, come verrà meglio approfondito nel seguito. Il sacrificio politico richiesto agli attori partecipanti era quindi semplicemente un «omaggio simbolico.»
Gli stati vassalli coinvolti nel Cefeng avevano accettato di sottostare ai rituali ed all'etichetta politica cinese intuendone i sottesi vantaggi economici e commerciali.

Anzitutto, i doni distribuiti dall'imperatore (questo almeno al tempo dei Ming, i grandi normalizzatori del sistema), oltre ai permessi commerciali concessi, erano di per sé stessi beni di valore maggiore rispetto al tributo stesso, tanto che gli stati tributari presero ad inviare quante più missioni possibili per monetizzare più introiti: fu per questo motivo che, come anticipato, nel 1372 l'imperatore-fondatore Ming Hongwu limitò le missioni tributarie da Joseon e da altri sei paesi a una sola ogni tre anni. Il Regno delle Ryūkyū non fu incluso nell'elenco e pertanto seguitò ad inviare svariate missioni ai Ming: 57 missioni dal 1372 al 1398, con una media di due missioni all'anno! Poiché la densità geografica e la vicinanza non erano un problema, le regioni con più re come il Sultanato di Sulu beneficiarono immensamente di questo scambio.
 
In linea con le restrizioni di Hongwu, nel 1435, i Ming esortarono le delegazioni straniere a partire e smisero di offrire assistenza per il trasporto alle missioni in visita, dato che ci fa intuire che la Corte cinese, tra le altre cose, partecipava anche attivamente agli oneri di viaggio per gli ambasciatori-tributari! La dimensione stessa delle delegazioni fu allora limitata da centinaia di persone a meno d'una dozzina (altro dato utile a comprendere quanto la partecipazione al sistema fosse importante ed interessante per gli attori non-cinesi coinvolti) e anche la frequenza delle missioni tributarie fu ridotta.
La pratica di offrire doni di valore maggiore rispetto al tributo stesso non fu praticata dai mongoli Yuan nei loro rapporti con la Corea-Goryeo: i doni conferiti dal Gran Khan, infatti, erano calcolati su di una frazione proporzionale del tributo offertogli dai Coreani.

### I ritratti delle offerte periodiche

Mille nazioni rendono omaggio (萬國來朝圖, 1761). Versione invernale. Museo del Palazzo di Pechino (北京故宮博物院).

L'importanza che il cerimoniale del tributo rivestiva nella forma mentis degli autocrati cinesi e della loro corte è ben testimoniato dalle frequenti opere d'arte con cui i committenti celebravano ed eternavano la ricezione dei tributi da parte dei vassalli di lungo e corto raggio. Queste opere, i Ritratti delle offerte periodiche (zh. 職貢圖T, 职贡图S, ZhígòngtúP, lett. "Ritratti della dovuta offerta"), furono realizzate da diverse dinastie.
La prima pervenutaci, i Ritratti delle offerte periodiche di Liang, fu commissionata da Liang Yuan (r. 552–555), secondo imperatore della dinastia Liang (502–587), quand'era il governatore del Jingzhou (c. 526–539). Quest'opera è doppiamente significativa perché commissionata da una delle effimere dinastie succedutesi tra il collasso degli Han e la restaurazione Tang, specificatamente nel complesso periodo noto come Dinastie del Nord e del Sud (420–589), a riprova che ben prima dei Tang il Sinocentrismo seguitava a costituire il sostrato mentale di qualsiasi monarca cinese, a prescindere dall'ampiezza dei suoi domini.
Il pezzo forse più esemplificativo di questa produzione data nuovamente al periodo Qing ed è il monumentale dipinto (299x207 cm) Diecimila nazioni che vengono a rendere omaggio (萬國來朝圖S, Wànguó láicháo túP), realizzato nel 1761 su commissione del più volte citato Qing Qianlong.

## Valutazione

### Legittimazione politica

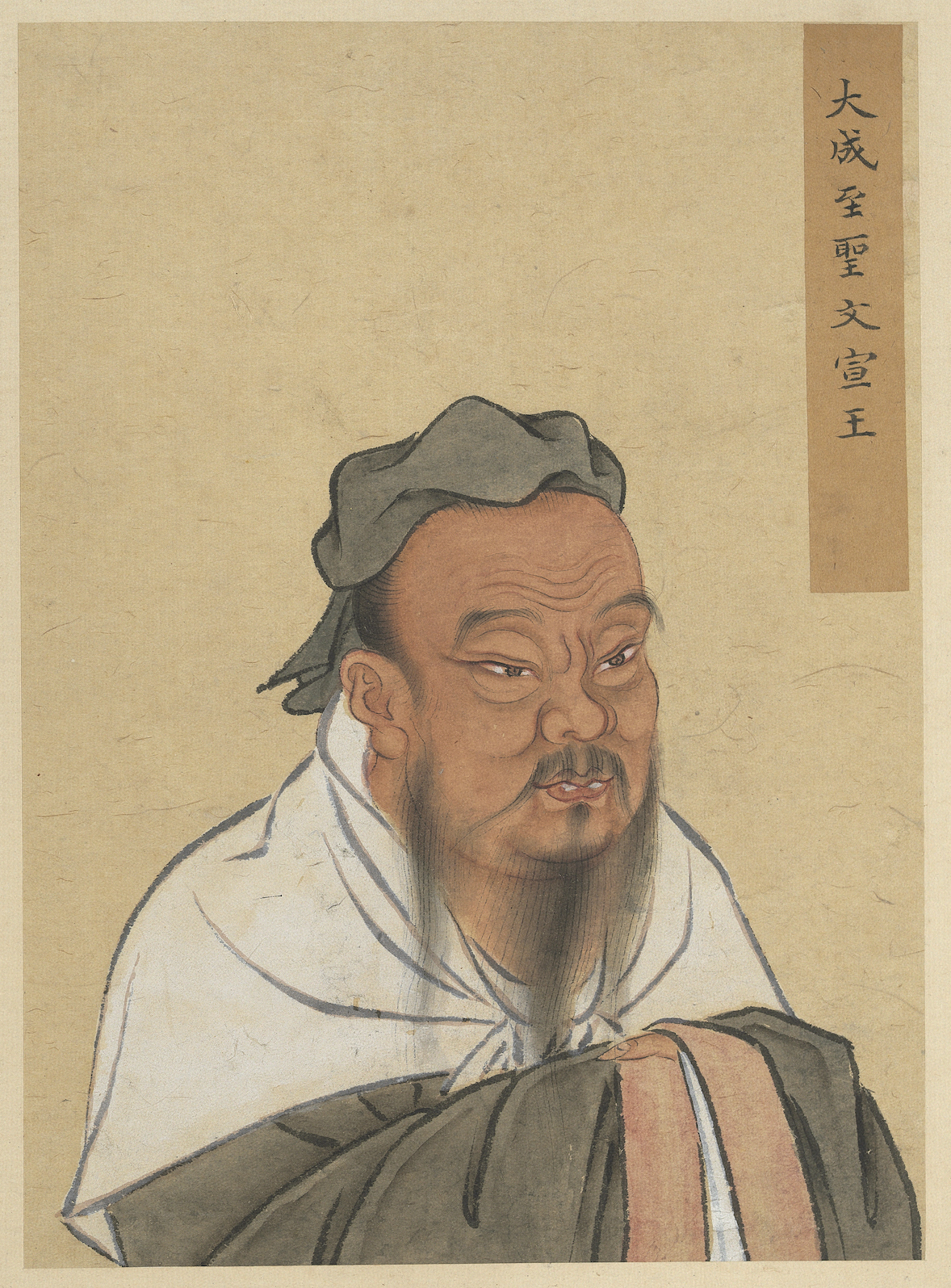
Il filosofo cinese Confucio - ritratto di epoca Yuan (1279-1368).

Come più volte ricordato, il Cefeng era intrinsecamente legato all'ordine mondiale sinocentrico idealizzato dal Confucianesimo, la tradizione morale e filosofica cinese avviata da Confucio (551–479 a.C.) prima della nascita dell'Impero cinese vero e proprio, in base al quale gli stati limitrofi alla Cina dovevano rispettare e partecipare al sistema per garantirsi pace, riconoscimento dell'autorità politica ed opportunità commerciali. Un potentato non-cinese riconosceva la superiorità del Figlio del Cielo ricevendone in cambio legittimazione politica sotto forma della consegna fisica delle relative regalie: corona, sigillo ufficiale e vesti formali.
Legittimare i regni/principati non-Han fu pratica usuale per la Cina, come sopraesposto, sin dall'Antichità ed esprimeva una forma di potere "diffuso", apparentemente lontana dalla visione ortodossa cinese (ed europea) di stato territorialmente definito con confini fissi e un apparato burocratico ma che certamente concorreva ad ampliare i confini territoriali della sfera d'influenza cinese. Per parte loro, gli attori non-cinesi di questa rete diplomatica reagirono in modo disomogeneo alla pretesa autorità legittimante dell'Imperatore cinese:
- la Corea-Joseon sfruttò la legittimazione cinese per affermare la propria legittimità a discapito di eventuali esuli Goryeo;[94]
- l'imperatore e lo Shogun del Giappone potevano per contro essere danneggiati, in politica interna, da una loro manifesta subordinazione ai Cinesi,[95] tanto che in taluni casi di ricorse ad un falso monarca per inscenare la sottomissione tributaria con la Cina e poter proseguire nell'attività commerciale;[85]
- nel Sud-est asiatico, infine, lo scambio di tributi/omaggi era privo di valenza legittimante per gli indigeni, abituati ad una gestione "diffusa" del potere (v.si mandala), che se ne servivano solo per garantirsi l'appoggio o la semplice non-belligeranza della Cina, specialmente dopo le decennali, sanguinose campagne dei mongoli-Yuan.

### Legittimazione culturale
La partecipazione a una relazione tributaria con una dinastia cinese poteva anche essere basata unicamente su motivazioni cultural-ideologiche anziché su benefici materiali e monetari:
- La Corea-Joseon non trattò la dinastia Qing, Manciù e quindi "barbara" da un punto di vista confuciano, come aveva invece trattato con la dinastia Ming di etnia Han, spingendo i mancesi ad invaderla ed a costringerla con la forza, nel 1636, a riconoscersi stato vassallo. Joseon aveva inoltre continuato a sostenere i Ming nelle loro guerre contro i Qing nonostante le ritorsioni militari da parte di questi ultimi. I Manciù erano visti come barbari dalla corte coreana, che, considerandosi il nuovo centro culturale confuciano del mondo in seguito alla caduta dei Ming, continuò a usare il calendario e i Niánhào (nomi delle epoche) Ming a dispetto dei Qing, nonostante l'invio di regolari missioni tributarie a Pechino che sarebbero perdurate fino all'occupazione nipponica della Penisola nel 1895.[96]
- Sulla falsa riga dell'operato coreano, anche il Giappone dei Tokugawa evitò per questioni etnico-culturali il contatto diretto con i Qing, intromettendosi (o comunque non ostacolando) le ambasciate di Joseon e delle Ryūkyū (l'arcipelago era allora ormai sottomesso al Sol Levante),[97] per far comunque pervenire a Pechino un proprio simulato omaggio.[98]

### Rapporti di forza politica

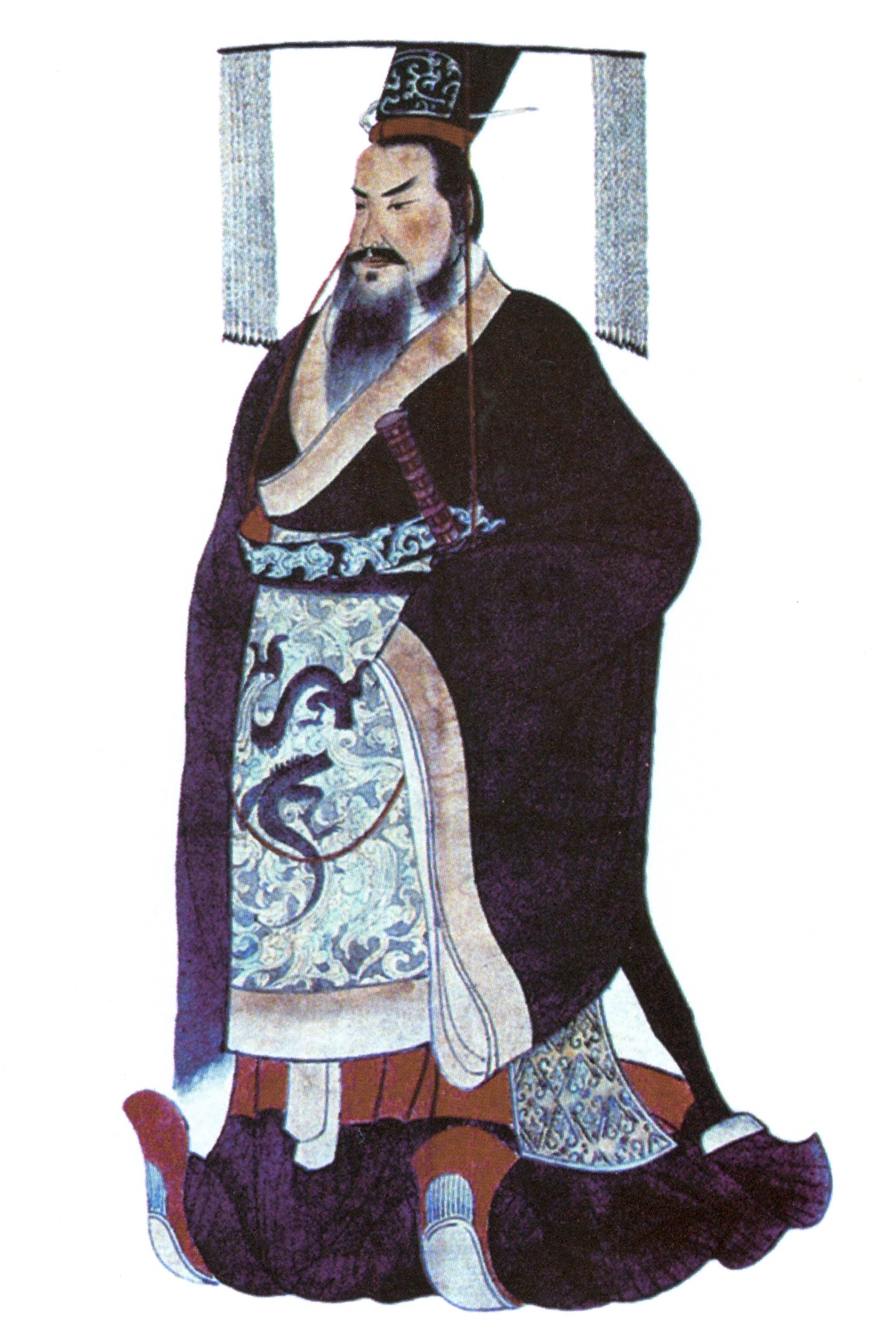
Qin Shi Huangdi, fondatore della dinastia Qin (221–206 a.C.), creò il titolo di Huangdi, traducibile in italiano come "imperatore".

Poiché la Cina è stata una potenza egemonica nell'Asia orientale per gran parte della sua storia, gli stati circostanti furono costretti a rendere omaggio agli imperatori cinesi in cambio di pace, legittimazione politica e libero scambio di merci, idee, personale tecnico, ecc. anche ma non solo per tramite del Cefeng. Da un punto di vista politico, seppur con l'andar del tempo più formale che sostanziale, i regimi minori o stati satellite accettavano la sovra-sovranità della Cina e riconoscevano l’imperatore cinese come loro signore supremo nominale. Poiché l'imperatore cinese affermava d'essere il Figlio del Cielo, supremo dominatore della 天下T, Tiān XiàP, T'ien¹-Hsia⁴W, lett. "Tutto [ciò che si trova] sotto il Cielo", i sovrani degli stati satellite dovevano usare titoli subordinati a quello dell'Imperatore. La medesima dottrina politica sosteneva inoltre che era possibile l'esistenza di un solo imperatore alla volta. Si diffuse pertanto nella sinosfera la relazione internazionale nota come "Imperatore in patria, re all'estero" 外王内帝T, lett. "All'esterno Wáng, all'interno Dì", nella quale i sovrani degli stati satellite della Cina adottavano il titolo di imperatore (zh. 帝T, DìP o altri equivalenti) e/o altri titoli imperiali a livello nazionale e il titolo di re (zh. 王T, WángP o altri equivalenti) nei loro rapporti diplomatici con l'Impero celeste. Nel protocollo cinese, i monarchi stranieri era pertanto chiamati Altezza (zh. 殿下T) mentre Maestà Imperiale e Maestà (zh. 陛下T) restavano precipui dell'Imperatore della Cina.
Fatta questa premessa formale, è però importante ricordare che gli attori non-cinesi coinvolti nel Cefeng (Giappone, Corea, Ryūkyū, Vietnam, ecc.) erano liberi di orchestrare e gestire propri disegni politici, anche d'ampio respiro geo-politico come per es. fecero le dinastie vietnamite Lê (1428–1527) e Nguyễn (1802–1945), in totale autonomia dal Celeste imperatore cui inviavano tributi di formale sottomissione. L'influenza cinese sugli stati tributari fu quasi sempre di natura non interventista e gli stati tributari «normalmente non potevano aspettarsi alcuna assistenza militare da parte degli eserciti cinesi nel caso fossero stati invasi.»
Esemplificativa a questo proposito fu la gestione Ming dei conflitti innescati nel Sud-est asiatico dall'espansionismo della dinastia Lê (1428–1527) del Đại Việt: nel 1469, il sultano di Malacca inviò emissari a Ming Chenghua (r. 1464–1487) per informarlo che una sua nave diretta in Cina era naufragata sulla costa vietnamita, ove gli indigeni avevano attaccato, schiavizzato e castrato i malcapitati marinai, e chiedere il supporto di Pechino contro il Đại Việt; Chenghua prima rifiutò d'intervenire in supporto del sultano e poco tempo dopo gli scrisse rimproverandolo perché non si stava attrezzando adeguatamente contro un possibile attacco diretto del Đại Việt alle sue coste!
In forte controtendenza, invece, il caso delle già discusse Invasioni giapponesi della Corea (1592–1598), durante le quali, conscio della concreta minaccia al suo ruolo di centro del mondo sinicizzato, Ming Wanli (r. 1572–1620) diresse le operazioni militari sul suolo coreano e le trattative diplomatiche con Hideyoshi senza consulti né confronti con le autorità di Joseon.

## Le relazioni con i principali stati tributari

### Corea

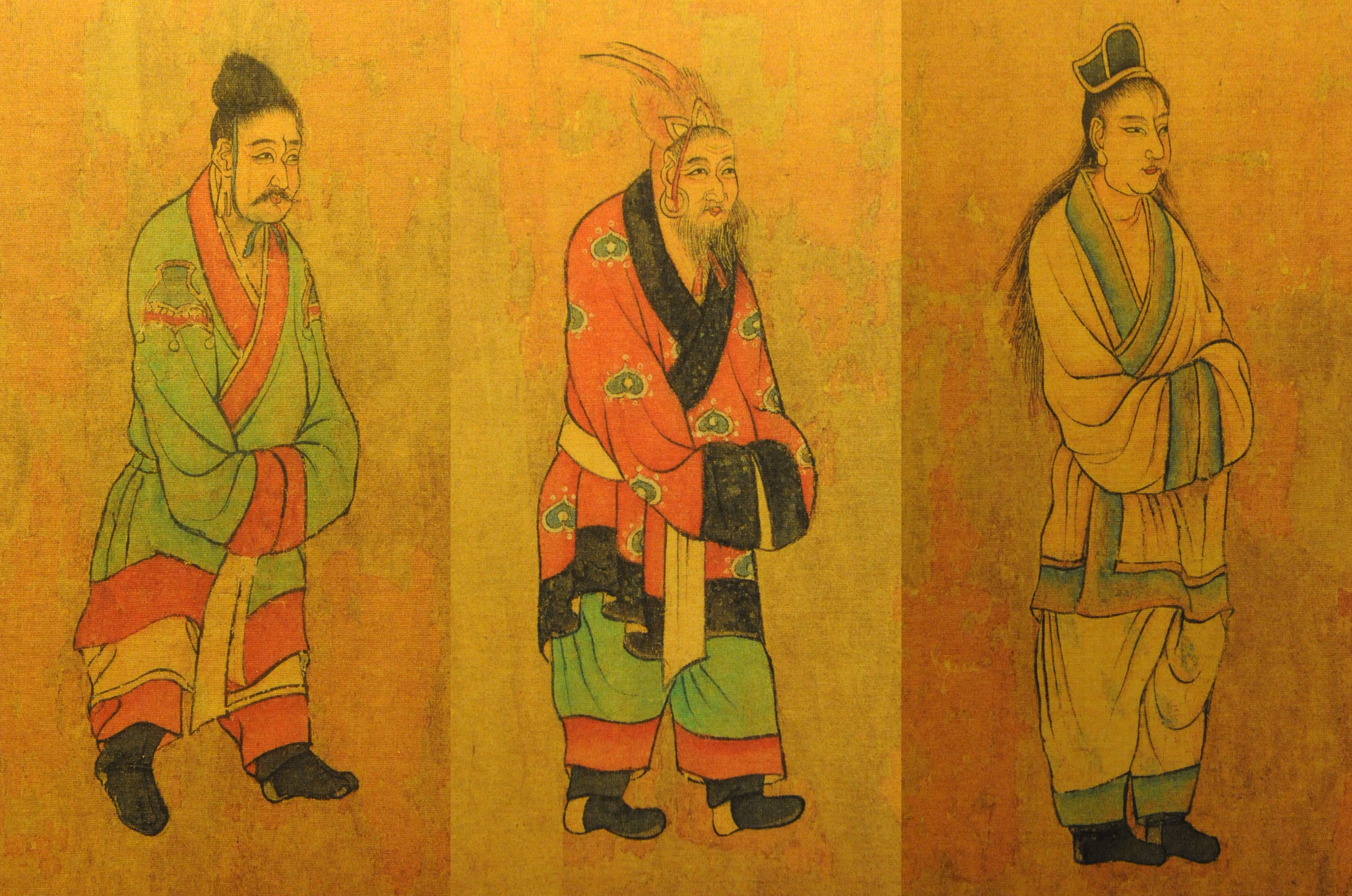
Inviati tributari da Baekje, Goguryeo e Silla (Corea) - dipinto di Yan Liben (VII secolo).

In Corea, l'ingerenza culturale prim'ancora che politica cinese fu preponderante e "fondante" a partire dal periodo dei c.d. "Tre regni di Corea" (57 a.C.–668 d.C.), una lunga parentesi di caos politico durante il quale tre grandi compagini statali in guerra tra loro, Baekje (co. 백제?, zh. 百濟T), Silla (co. 신라?, zh. 新羅T) e Goguryeo (co. 고구려?, zh. 高句麗T), controllarono l'intera penisola coreana e più o meno la metà della Manciuria a discapito di altre compagini minori: Baekje e Silla dominavano la metà meridionale della Penisola e Tamna (isola di Jeju); Goguryeo controllava la penisola di Liaodong, la Manciuria e la metà settentrionale della penisola coreana. Sia il Libro dei Tang sia il Nuovo libro dei Tang registrano che Silla inviò donne, oro, argento tra le altre cose come tributo alla dinastia Tang.
(Kim Bu-sik (1075–1151) descrive la natura della relazione del regno di Silla con la Cina - ed. in Wang 2013, p. 96.)
Titoli e terminologia imperiali e financo burocrazia e divisioni amministrative (non ultimo anche un sistema tributario simil-Cefeng) cinesi furono poi ampiamente mutuate dalla Corea-Goryeo (918–1392), il primo regno che riunì sotto un unico scettro la Penisola ed i cui governanti si definivano "Figli del Cielo" come gli imperatori cinesi: es. Gyeongsun di Silla si rivolse a Taejo di Goryeo chiamandolo "Figlio del Cielo" quando gli si arrese. Le dinastie cinesi Song (960–1279), Liao (901–1125) e Jin (1115–1234), due dinastie "barbare" installatesi nella Cina del Nord, erano ben informate di tale pratica e la tollerarono. La situazione mutò drasticamente con gli Yuan: già fiaccata da quattro decadi di attacchi mongoli (1231–1270), la Corea-Goryeo accettò di divenirne una regione semi-autonoma dell'Impero mongolo prima e della Cina Yuan poi; l'uso del titolo imperiale da parte dei monarchi indigeni vi decadde e fu loro formalmente proibito avere nomi templari, riservati specificamente ai soli imperatori cinesi.

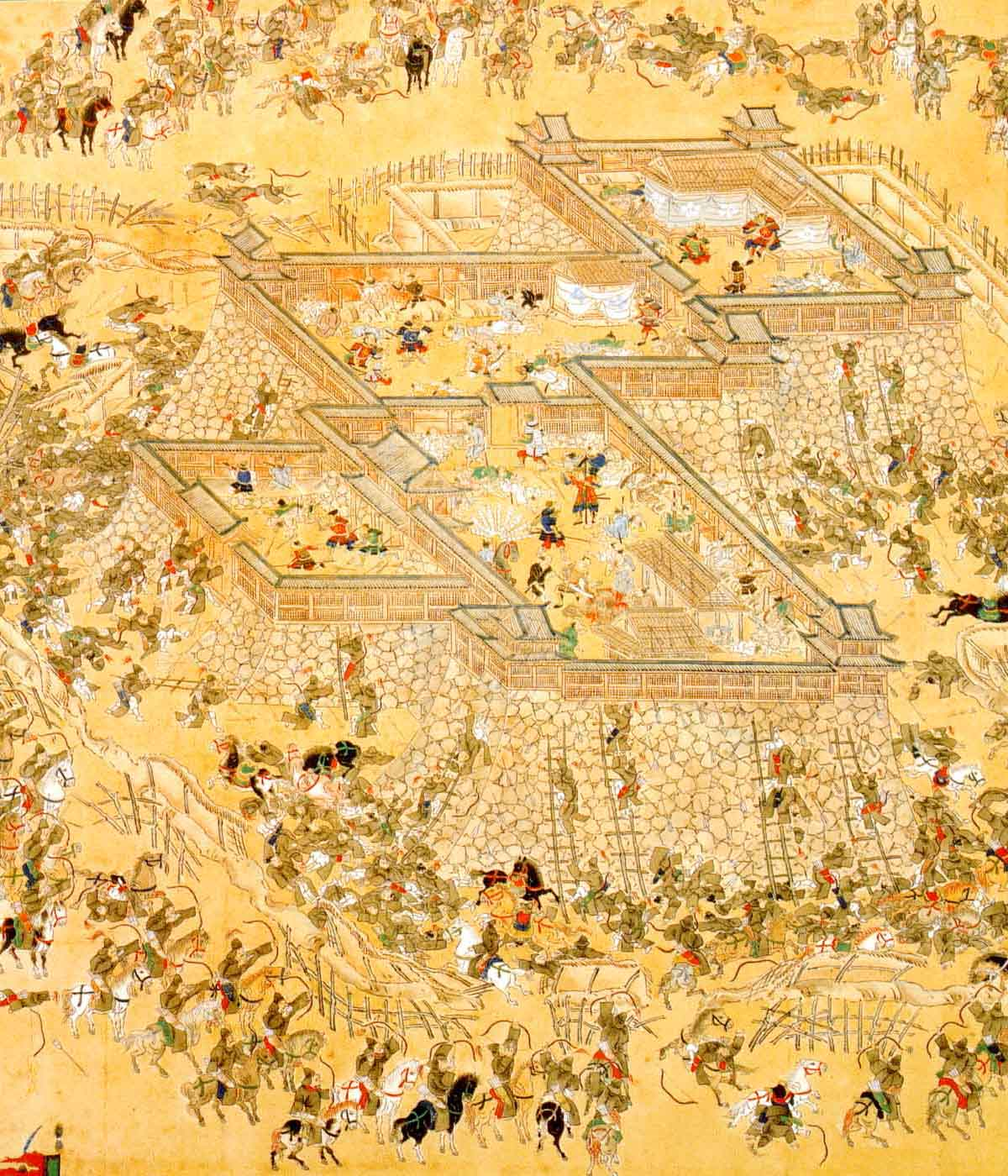
Soldati coreani e cinesi assaltano le truppe giapponesi trincerate nella fortezza di Ulsan (1598). Uno degli scontri cruciali nelle invasioni giapponesi della Corea (1592-1598).

Nel 1356, Gongmin di Goryeo (r. 1351–1374) dichiarò l'indipendenza dalla dinastia Yuan, ormai allo sbando sotto Toghon Temür (r. 1333–1368), pressato da ribellioni interne e dal tradimento dei suoi familiari.  Mentre la lotta tra gli Yuan ed i ribelli Han dei Turbanti Rossi restava in bilico, Goryeo si guardò bene dallo schierarsi in favore dell'una o dell'altra parte. Quando però il capo dei Turbanti Rossi, Zhu Yuanzhang, ebbe la meglio e fondò la dinastia Ming, Goryeo gli pagò un enorme tributo (cinquemila cavalli, cinquecento jin d'oro, cinquantamila jin d'argento e cinquantamila pezze di tessuto di cotone) nel febbraio 1385 per mantenere la neutralità cinese. Per lo stesso motivo, Taejo di Joseon, il generale che rovesciò la dinastia Goryeo e fondò la dinastia Joseon (1392–1897), fu lesto ad inviare tributi a Ming Hongwu in cambio del riconoscimento della sua corona. Come anticipato, quando invece furono i Ming a cadere sotto i colpi di una nuova dinastia, i Qing, barbari com'erano stati a loro volta gli Yuan, Joseon rifiutò di misconoscere il suo rapporto di vassallaggio nei confronti dei "legittimi" signori della Cina, costringendo i mancesi a conquistare con la forza la Penisola, una prima volta nel 1627 ed una seconda nel 1636, fatto tanto più importante se si considera il più volte già citato comportamento non molto trasparente di Ming Wanli durante le invasioni giapponesi della Corea (1592–1598).

### Giappone
Fu solo durante il c.d. Periodo Kofun (250–538), dal nome dei tumuli funerari (kofun) che l'élite sociale nipponica del tempo soleva erigere, che le isole dell'Arcipelago giapponese presero ad unificarsi in una compagine statale. Il centro propulsore dell'unificazione fu Yamato, nel Kinai, regione meridionale dell'isola principale del Paese, Honshū e culla dell'etnia omonima. Gli Yamato estesero il loro potere in tutto il Giappone sia tramite conquista militare sia tramite diplomazia, convincendo i leader locali a sottomettersi in cambio di posizioni d'influenza nel governo e facendo dei potenti clan locali degli Uij con autorità di governo. Gli Yamato cercarono e ricevettero parimenti un riconoscimento diplomatico formale dalla Cina, la cui conoscenza del Giappone data all'epoca pre-Kofun stando al 山海經T, 山海经S, Shan Hai JingP, lett. "Classico delle Montagne e dei Mari" citato nello Shiji. I resoconti cinesi registrano cinque leader successivi degli Yamato indicati come 倭寇T, Wō Kouwang/Wa KuōP, lett. "Re di Wa/Wō" ove 倭T, Wa/WōP è il nome più antico oggi noto del Giappone. Artigiani e studiosi cinesi e coreani giocarono inoltre, in epoca Kofun, un ruolo importante nella trasmissione delle tecnologie e delle competenze amministrative continentali al Giappone che, come anticipato, figurava tra i tributari della Cina sin dal tempo della dinastia Han, cronologicamente sovrapponibile alla prima fase proto-storica nipponica, il c.d. Periodo Yayoi (400/300 a.C.–250/300 d.C.).

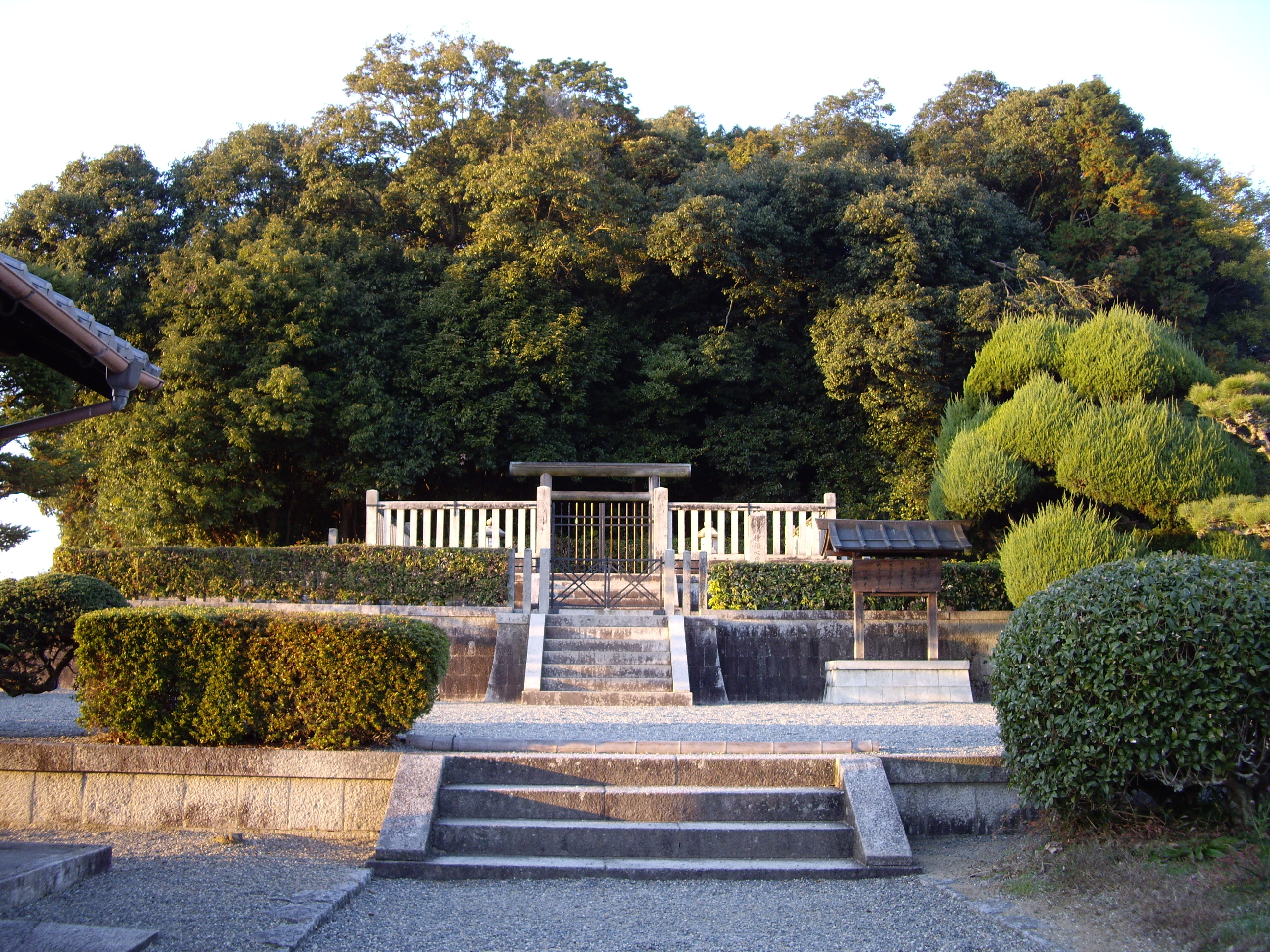
Kofun (tomba) dell'Imperatore del Giappone Tenmu che per primo si fregiò del titolo di Figlio del Cielo su modello cinese.

Sulla falsa riga dell'imperatore Han, i sovrani Yamato definirono sé stessi "Grande Re" (?, Ō Kimi). Nel Periodo Asuka (550–700), il sopracitato imperatore Tenmu mediò dai Tang anche il titolo di 天子T, TiānzǐP, lett. "Figlio del Cielo" e, per primo, si fregiò del titolo di "Sovrano Celeste" (天皇?, Tennō), i.e. "Imperatore del Giappone", poi retroattivamente applicato a tutti i suoi predecessori sino al mitico Jinmu (r. 660–585 a.C.). I successivi periodi Nara (710–784) e Heian (794–1185) l'assimilazione della cultura (la prima scrittura nipponica, i kanji, fu modellata dagli hanzi cinesi) e del buddismo dalla Cina raggiunsero il loro apogeo.
Con la Guerra Genpei (1180–1185) e l'avvio del primo Bakufu 幕府 (?), la stratocrazia nipponica nella quale il governo de facto del paese passava ad un dittatore militare, lo Shōgun, ed alla sua corte, mentre il Figlio del Cielo veniva relegato al ruolo simbolico di governante de iure, lo Shogunato Kamakura (1185–1333), i rapporti tra il Giappone e la Cina, allora in piena crisi politica post-Tang, presero a mutare. Lo Shōgun di Kamakura dovette infatti fronteggiare la minaccia dei Mongoli, una prima volta nel 1274 ed una seconda nel 1281, quando questi s'erano ormai insignoriti della Cina e non stupisce pertanto che fosse freddo se non ostile nei confronti di richieste di tributo/vassallaggio da parte degli Yuan. Ciò premesso, scambi culturali tra Cina e Giappone seguitarono: es. il Neoconfucianesimo iniziò a diffondersi in Giappone grazie alla missione ivi del monaco buddista e dotto confuciano Yishan Yining (1299) e parimenti si verificò un prolifico scambio tra il circuito buddista cinese e quello nipponico (v.si Sistema delle Cinque Montagne) che diffuse il Buddismo Chán (Zen) nel Sol Levante.
Fu solo nel successivo Periodo Muromachi (1336–1573) che il Giappone passò dall'accettazione della visione sinocentrica del mondo all'aperta rivolta. Nel 1404, Shōgun Ashikaga Yoshimitsu (r. 1394–1423) accettò dai Ming il titolo di "Re del Giappone", nonostante il sovrano nominale del Giappone, l'Imperatore, risiedesse ancora a Kyoto, firmandosi «Il Re del Giappone, vostro vassallo Minamoto Dōgi» ("日本國王源道義"?), probabilmente al fine di migliorare le relazioni diplomatiche e commerciali con la Cina, degenerate anche a causa della pirateria dei wokou a cui il governo cinese tentava di porre un freno, salvo poi risolvere di interrompere tale vassallaggio, anche solo simbolico, nel 1408, non inviando più missioni tributari nel Celeste Impero!
Il collasso del potere centrale Muromachi con la Guerra Ōnin (1467–1477) e l'avvio del Periodo Sengoku (1467–1603) in cui il Giappone degenerò politicamente in un mosaico di stati combattenti rimescolò le carte. I grandi feudatari nipponici, i Daimyō, ora signori della guerra indipendenti, già usi a servirsi di monaci buddisti giapponesi ma formatisi in Cina come il celebre Keian Genju (1427–1508) per costruirsi proprie burocrazie autonome, non disdegnarono allacciare singoli rapporti con i Ming, riaprendo il "Commercio del conteggio" (zh. kangō bōeki o kanhe maoyi), com'era chiamato dai bastoni di Hongwu, e proprio nel contesto del Cefeng si colloca il celebre Incidente Ningbo del 1523. Nel 1549, lo Shogunato Ashikaga, dominato dal Clan Hosokawa (una delle due famiglie di daimyo coinvolte nel predetto incidente a Ningbo), scelse comunque di porre fine al riconoscimento dell'egemonia regionale della Cina e di annullare qualsiasi ulteriore missione tributo interrompendo così qualsiasi relazione diretta, commerciale e non, con il Celeste Impero. Il passo successivo fu l'aperta aggressione al sistema sinocentrico stesso costituita dalle invasioni della Corea promosse da Hydeioshi.
Durante lo Shogunato Tokugawa (1603–1868), affermatosi in Giappone poco prima della conquista Qing della Cina, i rapporti diplomatici tra i due paesi si fecero tesi e sostanzialmente ipocriti che costituirono l'humus su cui sviluppò il conflitto sino-giapponese del 1894–1895.

### Isole Ryūkyū
L'arcipelago delle Ryūkyū fu caratterizzato per secoli dalla mancanza di un'organica guida politica, venendo unificato solo al principio del XV secolo per opera del sopracitato Shō Hashi che pose sotto il suo scettro i Tre Regni di Okinawa, la più grande e popolosa delle Ryūkyū, (Sanhoku, Chūzan e Sannan) e nel 1421 chiese formale riconoscimento della sua corona a Ming Yongle, introducendo il neonato Regno delle Ryūkyū nel Cefeng.
Le Ryūkyū aveva iniziato ad attirare le mire dei più potenti vicini, Cina e Giappone, a partire dal XIII secolo, al volgere del Periodo Gusuku (1050–1429) caratterizzato da secoli di civiltà "castellana" raccolta intorno alle tipiche fortezze Gusuku: già Kublai Khan aveva preteso, invano, la sottomissione delle isole, mentre nel XIV secolo le prime affermazioni monarchiche di Okinawa, i predetti Tre Regni, rappresenterebbero una probabile penetrazione, almeno culturale, nipponica. I motivi di quest'interesse sono riconducibile al ruolo cardine che l'Arcipelago andava ricoprendo nelle rotte commerciali dell'Estremo Oriente. Conscio dalla dipendenza del suo regno dal commercio, Shō Hashi lo promosse strenuamente, sempre mantenendo buoni rapporti con i Ming. Un cinquantennio primo dell'unificazione, nel 1372, già il regno di Chūzan s'era riconosciuto tributario della Cina.

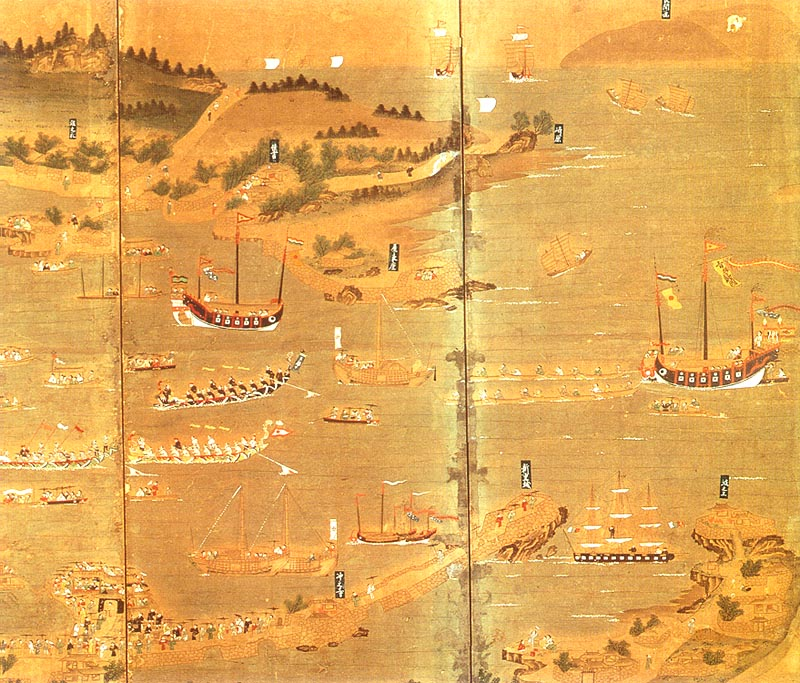
Il porto di Naha, nelle Ryūkyū.

Il Regno delle Ryūkyū ricoprì una posizione importante nell'ordine tributario dei Ming, poiché divenne un intermediario chiave per il commercio cinese con il nord-est e il sud-est asiatico attraverso le merci incanalate nelle missioni tributo Ming-Ryūkyū. Le navi delle Ryūkyū triangolavano tra Cina, Giappone, Corea e Sud-est asiatico (sia Indocina sia Insulindia). Il ruolo di intermediario di Okinawa fu facilitato anche dalle comunità cinesi che si stabilirono presso il porto di Naha in un'enclave nota come Kumemura e ricoprirono incarichi nella corte Ryūkyū .
Nel 1609, un corpo d'invasione giapponese al comando del daimyō di Satsuma, Shimazu Tadatsune (1576–1638), prese possesso di Okinawa: data la scarsa familiarità dei suoi soldati con le battaglie campali, l'allora sovrano delle Ryūkyū preferì evitare il sacrificio del suo popolo e si arrese senza combattere. Si determinò così una situazione di doppio protettorato, con l'obbligo per le Ryūkyū di pagamenti di tributi sia allo Shōgun sia all'imperatore cinese. Nel 1655, i Tokugawa approvarono i tributi versati dalle Ryūkyū agli imperatori cinesi Qing subentrati ai Ming. L'obbligo di versare tributi alla Cina ebbe fine nel 1874, due anni dopo che il Giappone aveva instaurato nelle Ryūkyū il sistema feudale "Han". Nel 1879 il governo Meiji annunciò l'annessione ufficiale delle Ryūkyū al Giappone.

### Sud-est asiatico
La presenza politica cinese nel Sud-est asiatico, sia nell'Indocina continentale sia nell'Insuliandia, principiò sin dal tempo degli Han, sopravvisse al loro collasso per poi rafforzarsi in epoca Tang, soprattutto in Indocina. Come anticipato, il collasso dei Tang e la relativa anarchia politico-militare non intralciò gli scambi marittimi tra Cina e Sud-est asiatico che anzi si rafforzarono ulteriormente finendo con il costituire uno dei punti di forza della politica estera dei Song. La forte vocazione commerciale dei cinesi aveva anche portato, nel corso dei secoli, alla creazione di enclave siniche in molti di questi esotici paesi tributari, poi oggetto di una massiccia impennata migratoria in ragione delle nuove politiche commerciali promosse dai Qing nella seconda metà del XVIII secolo.

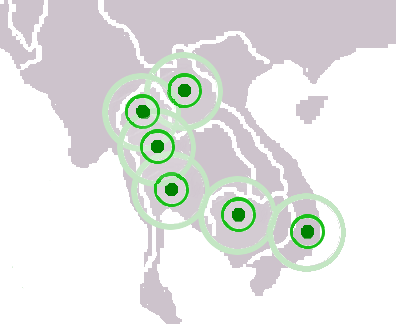
Mandala che s'intersecano nell'Indocina del 1360: da nord a sud: Lan Xang, Lanna, Sukhothai, Ayutthaya, Khmer e Champa.

Nel Sud-est asiatico il Cefeng trovò fertile terreno di diffusione perché ivi era in auge una particolare forma di egemonia politica "diffusa", il Maṇḍala, termine che, nelle dottrine politiche, descrive il modello di potere politico dei potentati storici indocinesi/insulindiani nel quale il potere locale era più importante della leadership centrale: compagini descrivibili come regni federali o città-stato dominanti su una rete di città-stato vassalle, assoggettate a tributo da amministrativamente libere ed autonome. I principali stati sovrani nel Sud-est asiatico, in epoca post-Tang, furono: l'Impero Khmer in Cambogia; la talassocrazia di Srivijaya nella Sumatra Meridionale (e i successivi regni di Mataram, Kediri, Singhasari e Majapahit di Giava); il regno di Ayutthaya in Thailandia; Champa e Đại Việt nel Vietnam. Tutti questi stati, come visto, rientrarono, più o meno costantemente nel Cefeng. Gli stati tributari più importanti della Cina furono la Cambogia post-Khmer, Lan Xang nel Laos (succeduta dal Regno di Vientiane e Luang Prabang) e Lanna nella Thailandia settentrionale.
Cambogia
Rispetto agli altri potentati dell'area indocinesi, la Cambogia, per tramite del sopracitato Impero Khmer, conobbe relativamente presto una guida politica unica, seppur sempre soggetta al mutare di confini causato dal fluido concetto di potere intrinseco al Maṇḍala. Il rapporto dei Khmer con l'Impero cinese fu del pari molto fluido ma relazioni tributarie stabili con il Trono del Dragone cominciarono al tempo di Kublai Khan. La Cambogia, ancora nel XVIII secolo, fu descritta dall'imperatore vietnamita Gia Long (r. 1802-1820) come «un paese indipendente che è [però] schiavo di due [altri paesi].»
Thailandia
I vari potentati che s'avvicendarono nel dominio sulla Thailandia o su parte di essa furono subordinati all'Impero cinese quali stati vassalli/tributari dalla dinastia Sui (581–618) fino alla 1853, regnante la dinastia Qing. Il Regno di Sukhothai, il primo stato tailandese unificato ed emancipato dalla sudditanza ai Khmer, stabilì relazioni tributarie ufficiali con la Cina degli Yuan durante le sopracitate campagne indocinesi di Kublai Khan, durante il regno del re Ramkhamhaeng (r. 1279–1298), e la Thailandia rimase un affluente della Cina fino al 1853. Wei Yuan, studioso cinese del XIX secolo, considerava la Thailandia il più forte e leale dei tributari della Cina nel Sud-est asiatico, citando il momento in cui la Thailandia si offrì di attaccare direttamente il Giappone per deviare i giapponesi nelle loro invasioni pianificate della Corea e del continente asiatico, come così come altri atti di lealtà verso la dinastia Ming. La Thailandia era accogliente e aperta agli immigrati cinesi, che dominavano il commercio e gli scambi e raggiungevano posizioni elevate nel governo.
Vietnam

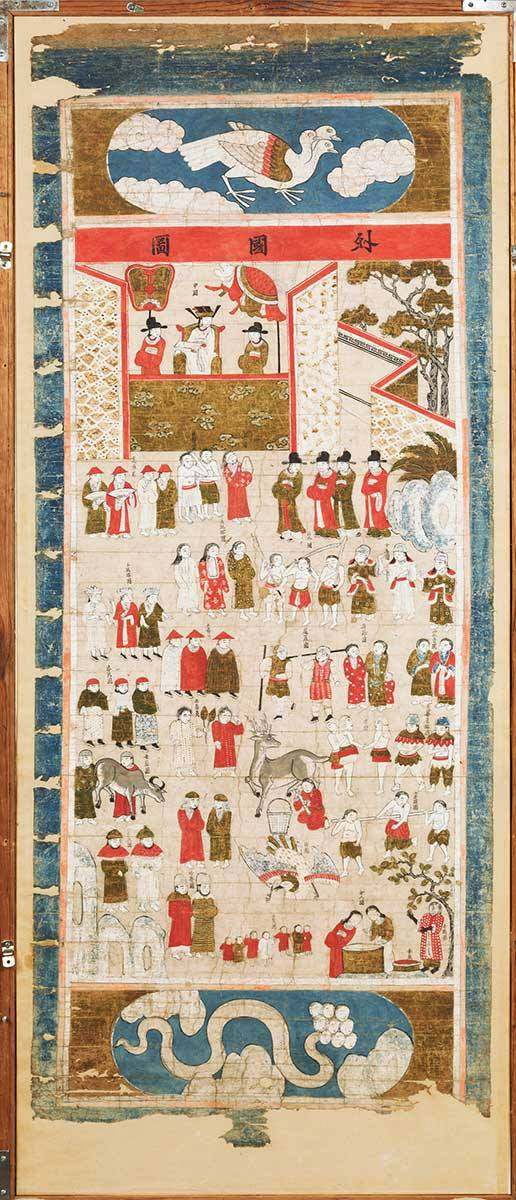
Inviati degli stati tributari di Champa, Lan Xang, Ayutthaya, Myanmar, Demak, Cambogia, Lan Na, Persia e delle Ryūkyū alla corte Lê di Thanh Hóa - dipinto anonimo (XVI secolo).

Il territorio dell'attuale Vietnam fu direttamente governato dalla Cina per 1050 anni e, ottenuta l'indipendenza nel 938, ne divenne uno stato tributario fino al 1885, quando la Francia, con il Trattato di Huế (1884), vi estese un protettorato (v.si Indocina francese). L'impatto culturale cinese fu pesantissimo, in Vietnam, rispetto agli altri stati indocinesi, tanto che, come anticipato, le dinastie Lê (1428–1527) e Nguyễn (1802–1945) adottarono il sistema tributario cinese stesso, oltre a farne parte: i monarchi si proclamarono imperatori confuciani e, pur rimanendo uno stato tributario della Cina, procedettero a loro volta a crearsi un proprio sistema di vassalli/tributari.
Nonostante questa preponderante sinicizzazione, il Vietnam non figurò mai tra i tributari "preferiti" dei Ming (come valse invece per la Corea o le Ryūkyū) o dei Qing. Ciò si dovette senza dubbio alle dispendiose, prolungate ed inconcludenti campagne militari Yuan nel Sud-est asiatico che servirono come monito, alle successive dinastie, a non intraprendervi a cuor leggero sforzi militari: così, Ming Hongwu nulla fece per impedire la conquista da parte del Đại Việt del meridionale regno di Champa (salvo inviare una lettera di rimprovero ai nordvietnamiti!) e lo stesso fece Ming Chengua quando il Đại Việt entrò in rotta di collisione con Malacca. Ciò non aveva però dissuaso, come anticipato, Ming Yongle, figlio di Hongwu, dall'attaccare e conquistare il Đại Việt prendendo a pretesto l'usurpazione del generale Le Qui Ly ma lo stesso Đại Việt, liberatosi dei Ming grazie ai Lê, era stato rapido a rientrare nell'orbita tributaria del Celeste Impero per scongiurare ritorsioni e mantenere aperti i lucrosi canali commerciali. La stessa cosa fece l'effimera dinastia Tây Sơn (1778–1802), temporaneamente subentrata agli Nguyễn alleati di Qing Qianlong che non era stato capace di difenderli ed al costo di svariate migliaia di soldati cinesi ma che era stata rapida a riallacciare relazione tributarie con Pechino una volta uscita vincitrice dallo scontro. Quando gli Nguyễn si ripresero il Vietnam, vittoria ottenuta grazie alla loro intraprendenza ed al supporto militare della Francia e non certo della Cina, pur accettarono di tornare nell'orbita clientelare sinocentrica. Come recentemente osservato in uno studio del 2018 del Journal of Conflitctual Resolution sulle relazioni sino-vietnamite del periodo 1365–1841, «la corte vietnamita ha riconosciuto esplicitamente il suo status ineguale nelle sue relazioni con la Cina attraverso una serie di istituzioni e norme.» In ragione della loro partecipazione al sistema tributario, «i governanti vietnamiti si comportarono come se la Cina non rappresentasse una minaccia e le prestarono pochissima attenzione militare. Piuttosto, i leader vietnamiti erano chiaramente più preoccupati di reprimere l’instabilità interna cronica e di gestire le relazioni con i regni del sud e dell'ovest.»
Insulindia
Il Sultanato di Malacca e il Sultanato del Brunei inviarono tributi alla dinastia Ming, con i loro primi sovrani che viaggiarono personalmente in Cina con le flotte imperiali.

### Esplicative
1. ↑  Li 2006, p. 286 spiega che il significato di Xirong era grossomodo "stranieri bellicosi" mentre Dongyi era traducibile come "stranieri conquistabili".
2. ↑  Libro dei Tang.
«新罗国 [...] 武德四年，遣使朝贡 [...] 贞观五年，遣使献女乐二人，皆鬒发美色 [...] 开元十六年，遣使来献方物，又上表请令人就中国学问经教，上许之 [...] 大历二年，宪英卒，国人立其子干运为王，仍遣其大臣金隐居奉表入朝，贡方物，请加册命 [...] 八年，遣使来朝，并献金、银、牛黄、鱼牙纳朝霞䌷等。九年至十二年，比岁遣使来朝，或一岁再至 [...] 元和四年，遣使金陆珍等来朝贡。五年，王子金宪章来朝贡 [...] 十五年十一月，遣使朝贡...长庆二年十二月，遣使金柱弼朝贡。»
3. ↑  Nuovo libro dei Tang.
«新罗国 [...] 贞观五年，献女乐二 [...] 玄宗开元中，数入朝，献果下马、朝霞䌷、鱼牙䌷、海豹皮。又献二女»

### Bibliografiche
1. ↑  Chu 1994, p. 177.
2. 1 2 3  V.si per es. Fairbank e Teng 1941.
3. ↑  (EN) Hongling Zhang, The Tribute Systemn (XML), su oxfordbibliographies.com, Oxford Bibliographies. URL consultato il 27 settembre 2023.
4. 1 2  (EN) William Rowe, China's Last Empire - The Great Qing, Harvard University Press, 2010,  p. 211, ISBN 9780674054554.
5. ↑  Westad 2012, p. 10.
6. ↑  Perdue 2015, p. 1002.
7. 1 2  Lee 2017, pp. 28-29.
8. ↑  Perdue 2015, p. 1005.
9. ↑  Perdue 2009, p. 85.
10. ↑  von Falkenhausen 1999, p. 544.
11. ↑  Shelach 1999, pp. 222-223.
12. ↑  (EN) Michael Nylan, "Empire" in the Classical Era in China (304 BC–AD 316), in Oriens Extremus, vol. 46, Harrassowitz Verlag, 2007,  pp. 48-83, JSTOR 24047664.
13. ↑  (EN) Zhao Dingxin, The Mandate of Heaven and Performance Legitimation in Historical and Contemporary China, in American Behavioral Scientist, vol. 53, n. 3, Sage Publications, 2009,  pp. 416-433, DOI:10.1177/0002764209338800.
14. ↑  Dull 1990, p. 59.
15. ↑  Pines 2004, p. 23.
16. ↑  (EN) Yuri Pines, Biases and their Sources: Qin history in the Shiji, in Oriens Extremus, vol. 45, Harrassowitz Verlag, 2006,  pp. 10-34, JSTOR 24047638.
17. ↑  (EN) Derk Bodde, The state and empire of Ch'in, in Twitchett e Loewe 1986, pp. 20-102.
18. ↑  (EN) Ch'i-Yün Ch'en, Confucian, Legalist, and Taoist thought in Later Han, in Twitchett e Loewe 1986, pp. 766-806.
19. ↑  Nylan 2007, p. 72.
20. 1 2  (EN) Michael Loewe, Introduction, in Twitchett e Loewe 1986, pp. 1-19.
21. ↑  Yü 1986.
22. ↑  Gernet 1996, p. 126.
23. ↑  Ebrey, Walthall e Palais 2006, p. 51.
24. ↑  (ZH) Mingde Cui, 中国古代和亲史 [Storia del Heqin nell'Antica Cina], Pechino, Renmin Chubanshe, 2005,  pp. 631-688, ISBN 978-7-01-004828-4.
25. ↑  Yü 1986, pp. 409-411.
26. ↑  Gernet 1996, p. 128.
27. ↑  Yü 1986, pp. 451-458.
28. ↑  Yü 1986, p. 456.
29. ↑  Yü 1986, pp. 457-458.
30. 1 2  Gernet 1996, pp. 126-127.
31. 1 2  Hall 1955, p. 15.
32. ↑  Yü 1986, p. 453.
33. 1 2  (EN) Wang Chong, Lun-hêng, Part 1, Philosophical Essays of Wang Ch'ung, traduzione di Alfred Forke, Otto Harrassowitz, 1907,  p. 208.
34. 1 2  Hanshu, 地理志T, DilizhiP, lett. "Trattato di geografia".
35. ↑  Lewis 2012, p. 1.
36. 1 2 3  Lee 2017, p. 18.
37. ↑  Ebrey, Walthall e Palais 2006, p. 144.
38. 1 2  (EN) Susan Whitfield, The Silk Road: Trade, Travel, War and Faith, Chicago, Serindia, 2004,  p. 47, ISBN 978-1-932476-13-2.
39. 1 2 3  (EN) Li Kangying, The Ming Maritime Trade Policy in Transition, 1368 to 1567, Otto Harrassowitz, 2010.
40. ↑  Shen 1996, p. 58.
41. ↑  Hall 1985, p. 23.
42. ↑  Sastri 1984, pp. 173 e 316.
43. ↑  (EN) Hugh R. Clark, Quanzhou (Fujian) during the Tang-Song Interregnum, 879-978, in T'oung Pao, vol. 68, n. 1-3, Brill, 1982,  pp. 132-149. URL consultato il 25 febbraio 2024.
44. ↑  (EN) Lianmao Wang, Return to the City of Light: Quanzhou, an eastern city shining with the splendour of medieval culture, Fujian People's Publishing House, 2000,  p. 14.
45. ↑  Coedès 1968, pp. 190 e s.
46. 1 2 3 4  (EN) John Man, Kublai Khan, Bantam Press, 2006.
47. ↑  Coedès 1968, p. 190.
48. 1 2  Lee 2017, p. 12.
49. ↑  (EN) Angela Schottenhammer, 17. Foreign Trade, in Debin Ma e Richard von Glahn (a cura di), The Cambridge Economic History of China, Cambridge University Press, 2007,  pp. 637-675.
50. ↑  (EN) Haraprasad Ray, An Analysis of the Chinese Maritime Voyages into the Indian Ocean during Early Ming Dynasty and their Raison d'Etre, in China Report, vol. 23, 1987,  pp. 65-87, DOI:10.1177/000944558702300107.
51. ↑  (EN) Jung-pang Lo, The Decline of the Early Ming Navy, in Oriens Extremus, vol. 5, 1958,  pp. 149-168, JSTOR 43383349.
52. ↑  (EN) Edward L. Dreyer, Zheng He: China and the Oceans in the Early Ming Dynasty, 1405–1433, New York, Pearson Longman, 2007, ISBN 978-0-321-08443-9.
53. 1 2  Kerr 1958, p. 90.
54. 1 2  (EN) Edward L. Dreyer, Early Ming China: a political history, 1355-1435, Stanford University Press, 1982,  p. 117, ISBN 0-8047-1105-4.
55. 1 2 3 4  (EN) Kenneth Swope, Beyond Turtleboats: Siege Accounts from Hideyoshi's Second Invasion of Korea, 1597–1598" (PDF), in Sungkyun Journal of East Asian Studies, vol. 761. URL consultato il 22 dicembre 2024 (archiviato dall'url originale il 3 novembre 2013).
56. 1 2 3 4 5  Elisonas 1991.
57. ↑  (EN) V.S. Frank, The Territorial Terms of the Sino-Russian Treaty of Nerchinsk, 1689, in The Pacific Historical Review, vol. 16, n. 3, agosto 1947,  pp. 265-270.
58. 1 2  Hsu 1970, pp. 115-118.
59. ↑  Westad 2012, pp. 10-11.
60. 1 2  Westad 2012, p. 11.
61. 1 2  Westad 2012, p. 21.
62. ↑  (EN) Ruth W. Dunnell [et al.], New Qing Imperial History: The Making of Inner Asian Empire at Qing Chengde, Routledge, 2004, ISBN 978-1134362226.
63. ↑  Westad 2012, p. 22.
64. ↑  (EN) I.S. Brunnert e V.V. Hagelstrom, Present Day Political Organization of China, Kelly and Walsh, 1912,  p. 413.
65. 1 2  (EN) Andreas Everardus van Braam Houckgeest, An authentic account of the embassy of the Dutch East-India company, to the court of the emperor of China, in the years 1794 and 1795, I, Ed. inglese, Londra, 1798,  p. 285 (p. 335 di 339 dell'ed. digitale). URL consultato il 22 dicembre 2024 (archiviato dall'url originale il 15 febbraio 2009).
66. ↑  (EN) John King Fairbank, Trade and Diplomacy on the China Coast: The Opening of the Treaty Ports, 1842–1854, 2 v., Harvard University Press, 1953.
67. ↑  (EN) Ssu-yü Têng, Chang Hsi and the Treaty of Nanking, 1842, University of Chicago Press, 1944.
68. ↑   The "Century of Humiliation," Then and Now: Chinese Perceptions of the International Order, in Pacific Focus, vol. 25, 2010,  pp. 1-33, DOI:10.1111/j.1976-5118.2010.01039.x.
69. 1 2  Gambe 2000, p. 99.
70. ↑  (EN) Zhu Weizheng, Rereading Modern Chinese History, BRILL, 23 aprile 2015,  p. 305 e s, ISBN 978-90-04-29331-1.
71. ↑  (EN) Emily Hahn, China Only Yesterday: 1850–1950: A Century of Change, Open Road Media, 2015,  pp. 191 e s, ISBN 978-1-5040-1628-5..
72. ↑  (EN) Asian Profile, Asian Research Service, 2003.
73. ↑  (EN) Carlos Yu-Kai Lin e Victor H. Mair, Remembering May Fourth: The Movement and its Centennial Legacy, BRILL, 2 marzo 2020,  pp. 4 e s., ISBN 978-90-04-42488-3.
74. ↑  (EN) Immanuel Chung-Yueh Hsu, 2. Late Ch'ing foreign relations, 1866–1905, in Fairbank e Liu 1980, pp. 70-141.
75. ↑  (EN) Yen-P'ing Hao e Erh-min Wang, 3. Changing Chinese views of Western relations, 1840–95, in Fairbank e Liu 1980, pp. 142-201.
76. 1 2  Waley-Cohen 2000, pp. 136-137.
77. ↑  (EN) Sterling Seagrave, Dragon Lady: the Life and Legend of the Last Empress of China, Knopf, 1992,  p. 131.
78. 1 2  (EN) Man-houng Lin Lin, The Ryukyus and Taiwan in the East Asian Seas: A Longue Durée Perspective, in Asia-Pacific Journal: Japan Focus, 27 ottobre 2006.
79. ↑  Fairbank e Teng 1941, p. 193ff.
80. ↑  (EN) William Woodville Rockhill, China's intercourse with Korea from the XVth century to 1895, Londra, Luzac & Co., 1905,  p. 5. URL consultato il 19 febbraio 2011.
81. 1 2  (EN) Y.F. Khong, The American Tributary System, in The Chinese Journal of International Politics, vol. 6, n. 1, 2013,  pp. 1-47, DOI:10.1093/cjip/pot002, ISSN 1750-8916 (WC · ACNP).
82. ↑  (EN) L.J. Newby, The Empire And the Khanate: A Political History of Qing Relations With Khoqand C1760-1860, Brill, 2005, ISBN 978-9004145504..
83. ↑  (EN) James A. Millward, Eurasian crossroads: a history of Xinjiang, Columbia University Press, 2007,  pp. 45-47, ISBN 978-0231139243.
84. ↑  Lee 2017, p. 17.
85. 1 2  Smits 2019, p. 65.
86. ↑  Siu 2023, pp. 7-12.
87. ↑  Robinson 2009, p. 48.
88. 1 2  (EN) Xin Liu, Anglo-Chinese Encounters Before the Opium War: A Tale of Two Empires Over Two Centuries, Taylor & Francis, 12 agosto 2022,  pp. 45-46, ISBN 978-1-000-63756-4.
89. ↑  (EN) Taishan Yu, The Illustration of Envoys Presenting Tribute at the Liang Court, in Eurasian Studies, VI, 2018,  pp. 68-122.
90. ↑  (EN) Xinmiao Zheng, Masterpieces of Classical Chinese Painting, Abbeville Press, 2017.
91. ↑  Lee 2017, p. 9.
92. ↑  Lee 2017, p. 13.
93. ↑  Lee 2017, p. 33.
94. 1 2  Jang 1998, pp. 123-132.
95. ↑  Lee 2017, p. 3.
96. 1 2  Lee 2017, p. 23.
97. 1 2 3  Kang 2010, p. 81.
98. 1 2 3  Lee 2017, p. 24.
99. 1 2 3  (EN) Alexander Woodside, Vietnam and the Chinese model: a comparative study of Vietnamese and Chinese government in the first half of the nineteenth century, rist. ill., Harvard University Press, 1971,  p. 234, ISBN 0-674-93721-X.
100. ↑  Lee 2017, pp. 15-16.
101. ↑  Smits 2019, p. 35.
102. ↑  de Klundert 2013, p. 176.
103. 1 2  (EN) Reinhold Rost, Miscellaneous papers relating to Indo-China: reprinted for the Straits Branch of the Royal Asiatic Society from Dalrymple's "Oriental Repertory," and the "Asiatic Researches" and "Journal" of the Asiatic Society of Bengal, vol. 1, Trübner & Co., 1887,  p. 252.
104. ↑  (EN) Stephen Kotkin e David Wolff, Rediscovering Russia in Asia: Siberia and the Russian Far East: Siberia and the Russian Far East, Routledge, 4 marzo 2015, ISBN 978-1-317-46129-6. URL consultato il 15 luglio 2016.
105. ↑  Bielenstein 2005, p. 142.
106. ↑  (EN) Remco E. Breuker, Establishing a Pluralist Society in Medieval Korea, 918-1170: History, Ideology and Identity in the Koryŏ Dynasty, BRILL, 2010, ISBN 9789004183254.
107. ↑  Robinson 2009, p. 128.
108. ↑  (EN) Henry H. Em, The Great Enterprise: Sovereignty and Historiography in Modern Korea, Duke University Press, 2013,  p. 35, ISBN 978-0-8223-5372-0.
109. ↑  (EN) David M. Robinson, Rethinking the Late Koryŏ in an International Context, in Korean Studies, vol. 41, 2017,  pp. 75-98, JSTOR 44508440.
110. ↑  Henshall 2012, pp. 15-16.
111. ↑  Henshall 2012, pp. 16 e 22.
112. 1 2  Totman 2005, pp. 52-53.
113. 1 2  (EN) Charles Holcombe, The Genesis of East Asia: 221 B.C. – A.D. 907, University of Hawaii Press, 2001,  pp. 198 e s., ISBN 978-0-8248-2465-5.
114. ↑  (JA) 一山一寧, Yishan Yining, in 朝日日本歴史人物事典, Nihon Rekishi Jinbutsu Jiten [Dizionario di storia e personaggi del Giappone], Asahi Shinbun.
115. ↑  (EN) Edward Craig, Routledge Encyclopedia of Philosophy, Volume 7, Taylor & Francis, 1998, ISBN 978-0-415-07310-3.
116. ↑  (EN) Robert L. Worden, Kamakura and Muromachi Periods, 1185-1573, Economic and Cultural Developments, in A Country Study: Japan, Federal Research Division, Library of Congress, 1994. URL consultato il 6 aprile 2007.
117. ↑  Lee 2017, p. 19.
118. ↑  Howe 1996, p. 337.
119. ↑  (EN) Richard Arthur Brabazon Ponsonby-Fane, Sovereign and Subject, Kyoto, Ponsonby Memorial Society, 1962, OCLC 1014075.
120. ↑  Fogel 2009, p. 27.
121. ↑  (EN) Christopher Howe, The Origins of Japanese Trade Supremacy: Development and Technology in Asia from 1540 to the Pacific War, University of Chicago Press, 1996,  p. 337.
122. ↑  (EN) Louis Frédéric Nussbaum [et al.], Japan Encyclopedia, 2005,  p. 471.
123. 1 2  Kerr 1958.
124. ↑  Kerr 1958, p. 51.
125. ↑  Kerr 1958, pp. 58-59.
126. ↑  (EN) Shōsuke Murai, Introduction, in Acta Asiatica, vol. 95, Tokyo, The Tōhō Gakkai (i.e. Istituto di Cultura Orientale), 2008,  p. iv.
127. ↑  (EN) Shunzō Sakamaki, Ryukyu and Southeast Asia, in Journal of Asian Studies, vol. 23, n. 3, maggio 1964,  pp. 382-384.
128. ↑  Uezato 2008, p. 57.
129. ↑  Kerr 1958, p. 76.
130. ↑  (EN) Geoff Wade, Ryukyu in the Ming Reign Annals 1380s-1580s, Working Paper Series, n. 93, Asia Research Institute, 2007,  pp. 13-31.
131. ↑  Hall 1955, pp. 23-36.
132. ↑  Westad 2012, p. 27.
133. ↑  (EN) Rosita Dellios, Mandala: from sacred origins to sovereign affairs in traditional Southeast Asia, Bond University, 2003.
134. ↑  Wolters 1999, pp. 27-40 e 126-154.
135. ↑  Coedès 1968, p. 192.
136. ↑  Chandler 1983, p. 119.
137. 1 2  (EN) Anuson Chinvanno, Thailand's Policies towards China, 1949–54, Springer, 18 giugno 1992,  p. 24, ISBN 9781349124305.
138. ↑  Coedès 1968, pp. 195 e 206.
139. ↑  (EN) Jane Kate Leonard, Wei Yuan and China's Rediscovery of the Maritime World, Harvard University Asia Center, 1984,  pp. 137-138, ISBN 9780674948556.
140. ↑  Gambe 2000, pp. 100-101.
141. ↑  (EN) Dutton, George Edson, The Tây Son Uprising: Society and Rebellion in Eighteenth-century Vietnam, University of Hawaii Press, 2006, ISBN 0-8248-2984-0.
142. ↑  Hall 1955, pp. 427-430.
143. ↑  Kang 2019a.
144. ↑  (EN) Anthony Reid, Imperial Alchemy: Nationalism and Political Identity in Southeast Asia, Cambridge University Press, 2010,  p. 51, ISBN 978-0521872379.
145. ↑  (EN) Marie-Sybille de Vienne, Brunei: From the Age of Commerce to the 21st Century, NUS Press, 2015,  pp. 41-44, ISBN 978-9971698188.

### Fonti
- (ZH) Sima Tan e Sima Qian, 史記T, Shǐ JìP, lett. "Memorie storiche/di uno storico", 二十四史S, Èrshísì ShǐP, lett. "Ventiquattro Storie", 94 a.C.  ed. (EN) Records of the Grand Historian of China, traduzione di Burton Watson, 2 v., Columbia University Press, 1961.
- (ZH) Ban Biao, Ban Gu e Ban Zhao, 漢書T, 汉书S, HànshūP, Ch'ien Han ShuW, lett. "Libro degli Han", 二十四史S, Èrshísì ShǐP, lett. "Ventiquattro Storie", 111 d.C.
- (ZH) Liu Xu, 唐書T, 唐书S, TángshūP, T'angshuW, lett. "Libro dei Tang", 二十四史S, Èrshísì ShǐP, lett. "Ventiquattro Storie", 945.
- (ZH) Ouyang Xiu e Song Qi, 新唐書T, 新唐书S, Xīn TángshūP, Hsin T'angshuW, lett. "Nuovo libro dei Tang", 二十四史S, Èrshísì ShǐP, lett. "Ventiquattro Storie", 1060.

### Studi
Sistema tributario
- (EN) Hans Bielenstein, Diplomacy and Trade in the Chinese World, 589-1276, Brill, 2005, ISBN 978-90-474-0761-4.
- (EN) Samuel C. Chu, Liu Hung-Chang and China's Early Modernization, Routledge, 1994.
- (EN) Warren I Cohen, East Asia at the Center : Four Thousand Years of Engagement with the World, Columbia University Press, 2000, ISBN 0231101082.
- (EN) Theo van de Klundert, Capitalism and Democracy: A Fragile Alliance, Edward Elgar Publishing Limited, 2013.
- (EN) John King Fairbank e Ssu-yu Teng, On the Ch'ing tributary system, in Harvard journal of Asiatic studies, vol. 6, n. 2, 1941,  pp. 135-246.
- (EN) Joshua A. Fogel, Articulating the Sinosphere: Sino-Japanese Relations in Space and Time., Harvard University Press, 2009, ISBN 0674032594.
- (EN) Annabelle R. Gambe, Overseas Chinese Entrepreneurship and Capitalist Development in Southeast Asia, LIT Verlag Münster, 2000, ISBN 9783825843861.
- (EN) David C. Kang [et al.], War, Rebellion, and Intervention under Hierarchy: Vietnam–China Relations, 1365 to 1841 (PDF), in Journal of Conflict Resolution, vol. 63, n. 4, 2019,  pp. 896-922.
- (EN) David C. Kang, International Order in Historical East Asia: Tribute and Hierarchy Beyond Sinocentrism and Eurocentrism, in International Organization, 2019,  pp. 1-29, DOI:10.1017/S0020818319000274.
- (EN) Ji-Young Lee, China's Hegemony: Four Hundred Annos of East Asian Domination, Columbia University Press, 2017.
- (EN) Peter C. Perdue, The Tenacious Tributary System, in Journal of Contemporary China, vol. 24, 2015,  pp. 1002-1014, DOI:10.1080/10670564.2015.1030949.
- (EN) David M. Robinson, Empire's Twilight: Northeast Asia Under the Mongols, Harvard University Press, 2009, ISBN 9780674036086.
- (EN) Fuwei Shen, Cultural flow between China and the outside world, Pechino, Foreign Languages Press, 1996, ISBN 7-119-00431-X.
- (EN) Yiu Siu, The Cessation of Zheng He's Voyages and the Beginning of Private Sailings: Fiscal Competition between Emperors and Bureaucrats, in Journal of Chinese History, 2023,  pp. 1-20, DOI:10.1017/jch.2022.45.
- (EN) Nianshen Song, 'Tributary' from a Multilateral and Multilayered Perspective, in Chinese Journal of International Politics, vol. 5, n. 2, 2012,  pp. 155-182, DOI:10.1093/cjip/pos005. URL consultato l'11 luglio 2016.
- (EN) Kenneth M. Swope, Deceit, Disguise, and Dependence: China, Japan, and the Future of the Tributary System, 1592–1596, in International History Review, vol. 24, n. 4, 2002,  pp. 757-782.
- (EN) Takashi Uezato, The Formation of the Port City of Naha in Ryukyu and the World of Maritime Asia: From the Perspective of a Japanese Network, in Acta Asiatica, vol. 95, Tokyo, The Tōhō Gakkai, 2008,  p. 57.
- (EN) Zhenping Wang, Tang China in Multi-Polar Asia: A History of Diplomacy and War, University of Hawaii Press, 2013.
- (EN) Odd Arne Westad, Restless Empire: China and the World since 1750, New York, Basic Books, 2012, ISBN 9780465019335.
- (EN) John E. Wills, Past and Present in China's Foreign Policy: From "Tribute System" to "Peaceful Rise", MerwinAsia, 2010, ISBN 9781878282873.
- (EN) Brantly Womack, Asymmetry and China's tributary system (PDF), in Chinese Journal of International Politics, vol. 5, n. 1, 2012,  pp. 37-54.
- (EN) Ying-shih Yü, Han Foreign Relations, in Twitchett e Loewe 1986, pp. 377-462, 1986.
- (EN) Yongjin Zhang e Barry Buzan, The tributary system as international society in theory and practice, in Chinese Journal of International Politics, vol. 5, n. 1, 2012,  pp. 3-36.

Storia della Cina
- (EN) Jack Dull, The Evolution of Government in China, in Paul S. Ropp (a cura di), Heritage of China: Contemporary Perspectives on Chinese Civilization, University of California Press, 1990, ISBN 978-0-520-06441-6.
- (EN) Patricia Buckley Ebrey, Anne Walthall e James B. Palais, East Asia: A Cultural, Social, and Political History, Boston, Houghton Mifflin, 2006, ISBN 978-0-618-13384-0.
- (EN) John K. Fairbank (a cura di), Late Ch'ing 1800–1911, Part 1, The Cambridge History of China, Cambridge University Press, 1978, ISBN 978-0-521-21447-6.
- (EN) John K. Fairbank e Kwang-Ching Liu (a cura di), Late Ch'ing 1800–1911, Part 2, The Cambridge History of China, Cambridge University Press, 1980, ISBN 978-0-521-22029-3.
- (EN) Lothar von Falkenhausen, The Waning of the Bronze Age: Material Culture and Social Developments, 770–481 B.C., in Michael Loewe e Edward L. Shaughnessy (a cura di), The Cambridge History of Ancient China: From the Origins of Civilization to 221 BC, Cambridge University Press, 1999,  pp. 450-544, ISBN 978-0-521-47030-8.
- (EN) Jacques Gernet, A History of Chinese Civilization, Cambridge University Press, 1996, ISBN 978-0-521-49781-7.
- (EN) Immanuel Chung-Yueh Hsu, The Rise of Modern China, Oxford University Press, 1970, LCCN 78083022.
- (EN) Mark Edward Lewis, China's Cosmopolitan Empire: The Tang Dynasty, Harvard University Press, 2012  [2009], ISBN 978-0-674-03306-1.
- (EN) Feng Li, Landscape and Power in Early China: The Crisis and Fall of the Western Zhou 1045–771 BC, Cambridge University Press, 17 agosto 2006, ISBN 978-1-139-45688-3.
- (EN) Peter C. Perdue, China and Other Colonial Empires, in Journal of American-East Asian Relations, vol. 16, 2009,  pp. 85-103, DOI:10.1163/187656109793645706.
- (EN) Morris Rossabi, Mansur, in L Carrington Goodrich (a cura di), Dictionary of Ming Biography, 1368-1644, vol. 2, Columbia University Press - Association for Asian Studies, 1976,  pp. 1037-1038, ISBN 0-231-03801-1. URL consultato il 24 giugno 2011.
- (EN) Gideon Shelach, Leadership Strategies, Economic Activity, and Interregional Interaction: Social Complexity in Northeast China, Springer US, 30 aprile 1999, ISBN 978-0-306-46090-6.
- (EN) Dennis Twitchett e Michael Loewe (a cura di), Volume 1: The Ch'in and Han Empires, 221 B.C.-A.D. 220, The Cambridge History of China, Cambridge University Press, 1986, ISBN 0-521-24327-0.
- (EN) Joanna Waley-Cohen, The Sextants of Beijing: Global Currents in Chinese History, W. W. Norton and Company, 2000, ISBN 039324251X.

Storia degli stati tributari
- (EN) David Chandler, A History of Cambodia, Westview Press, 1983, ISBN 0-8133-3511-6.
- (EN) George Coedès, The Indianized States of South-East Asia, 3.ª ed., University of Hawaii Press, 1968  [1944], ISBN 9780824803681.
- (EN) Jurgis Elisonas, 6: The inseparable trinity: Japan's relations with China and Korea, in John Whitney Hall e James McClain (a cura di), Volume 4. Early modern Japan, The Cambridge History Of Japan, Cambridge University Press, 1991,  pp. 235-300, DOI:10.1017/CHOL9780521223553.007, ISBN 9781139055086, OCLC 457145748, OL OL34559118M.
- (EN) Kenneth Hall, Maritime trade and state development in early Southeast Asia, University of Hawaii Press, 1985, ISBN 0-8248-0959-9.
- (EN) Daniel George Edward Hall, A History of South-east Asia, Londra, Macmillan, 1955, ISBN 0-333-24163-0.
- (EN) Kenneth Henshall, A History of Japan: From Stone Age to Superpower, Londra, Palgrave Macmillan, 2012, ISBN 978-0-230-34662-8.
- (EN) Christopher Howe, The Origins of Japanese Trade Supremacy: Development and Technology in Asia, University of Chicago Press, 1996, ISBN 0-226-35485-7, LCCN 95003400, OCLC 1231685345, OL OL1272121M.
- (EN) George H. Kerr, Okinawa: History of an Island People, Tokyo, Charles E. Tuttle Company, 1958.
- (KO) Pyun-soon Jang, 5: 고려시대 [Dinastia Goryeo], in Park Doo-ui [et al.] (a cura di), 눈으로 보는 한국역사 [La storia coreana vista con gli occhi], Seul, Joog-ang Gyo-yook-yaun-goo-won, 1998.
- (EN) Nilakanta, K.A Sastri, The CōĻas, Rist., University of Madras, 1984  [1935].
- (EN) Gregory Smits, Visions of Ryukyu: identity and ideology in early-modern thought and politics, Honolulu, HI, University of Hawaii Press, 1999, ISBN 0-8248-2037-1. URL consultato il 20 giugno 2011.
- (EN) Gregory Smits, Maritime Ryukyu, 1050-1650, University of Hawaii Press, 2019.
- (EN) Conrad Totman, A History of Japan, Wiley-Blackwell, 2005, ISBN 978-1-4051-2359-4.